# Biserica Adormirea Maicii Domnului din Mărtănuș
Biserica Adormirea Maicii Domnului este un monument istoric din localitatea Mărtănuș, comuna Brețcu, județul Covasna. Biserica se află pe lista monumentelor istorice sub codul LMI:  CV-II-m-B-13239.

## Localitatea
Mărtănuș (maghiară Kézdimartonos) este un sat în comuna Brețcu din județul Covasna, Transilvania, România. Prima atestare documentară este din anul 1567, cu denumirea Martonos.

## Istoric și trăsături
Biserica a fost construită în stil bizantin, între anii 1783-1796, prin contribuția locuitorilor și a daniilor din satele învecinate. Mărturii ce arată ridicarea ei în acest răstimp sunt cele 4 icoane de pe catapeteasmă: Iisus Hristos, Maica Domnului, icoana hramului (Adormirea Maicii Domnului) și Sfântul Nicolae, pe toate fiind scris anul 1796. Are formă de cruce treflată, cu două abside laterale, naosul cu boltă semicilindrică, podișor susținut de stâlpi în pronaos și tindă la intrarea în biserică. Turnul bisericii este construit din cărămidă, deasupra tindei. Zidurile sunt din piatră și cărămidă, iar acoperișul este din țiglă. În altar se află prestolul zidit și o firidă pentru proscomidiar. În anul 1866, bisericii i s-a adăugat tinda și turla și a fost acoperită cu țiglă. În anul 1913 pictorul Baciu din Vechiul Regat a pictat icoanele de pe catapeteasmă.
Inventarul din 1868 consemnează existența la Mărtănuș a următoarelor bunuri aparținând comunității românești: biserica de piatră (1796), două cimitire, casa parohială cu două camere, pământ, două clopote, o toacă de fier și una de lemn, obiecte de cult, patru icoane mari și două mici, cărți bisericești, matricole de stare civilă de la 1809.
Biserica a fost renovată în 1928, iar după război, în 1946, i s-au adus noi reparații, datorită stricăciunilor produse în timpul acestuia. Biserica a fost grav afectată de cutremurele din 1977 și 1990. Reparațiile capitale s-au finalizat în anul 1993, cu sprijinul statului și al credincioșilor. Ultimele reparații majore au fost în cursul anului 2020.

## Imagini din exterior

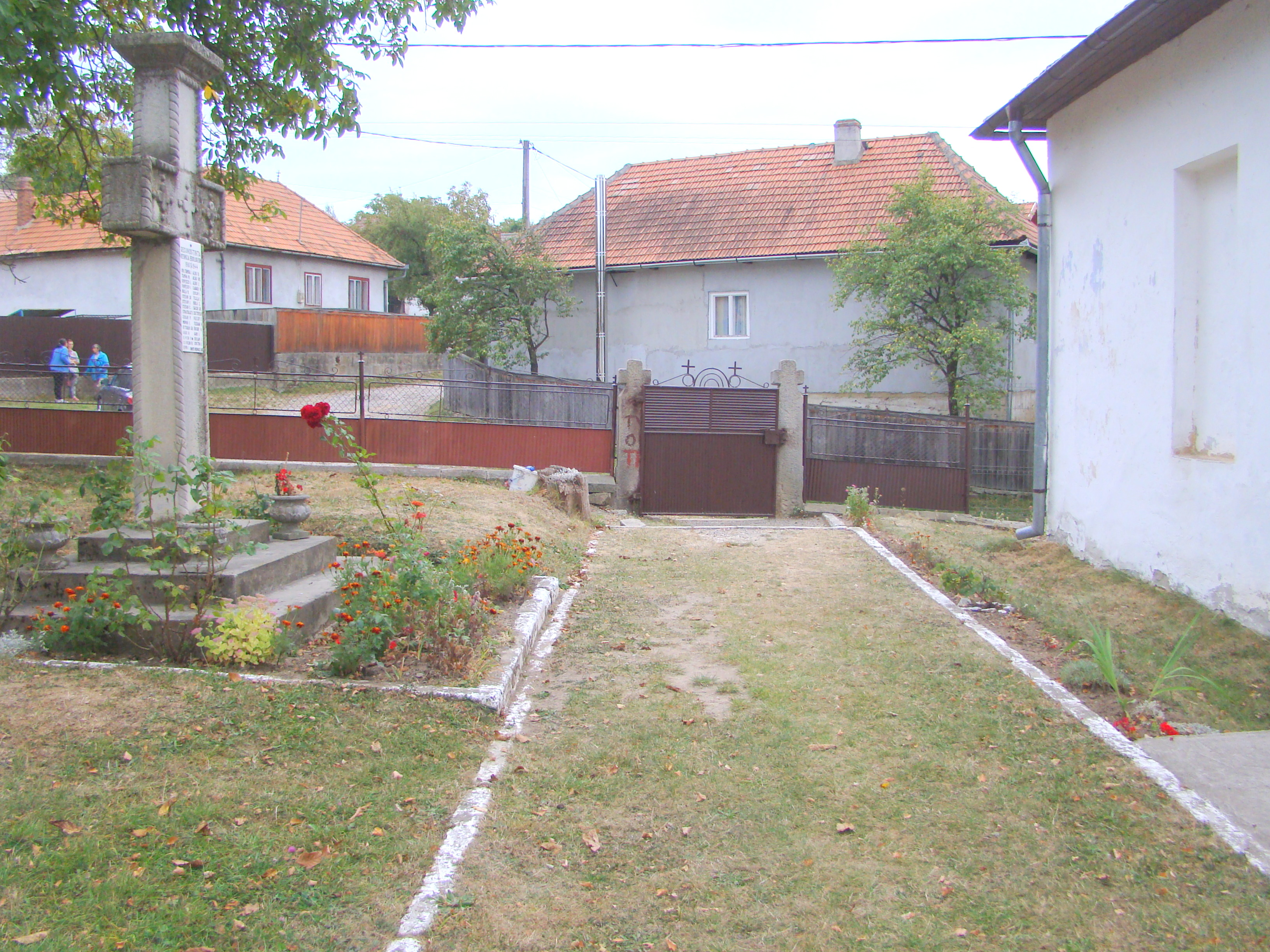
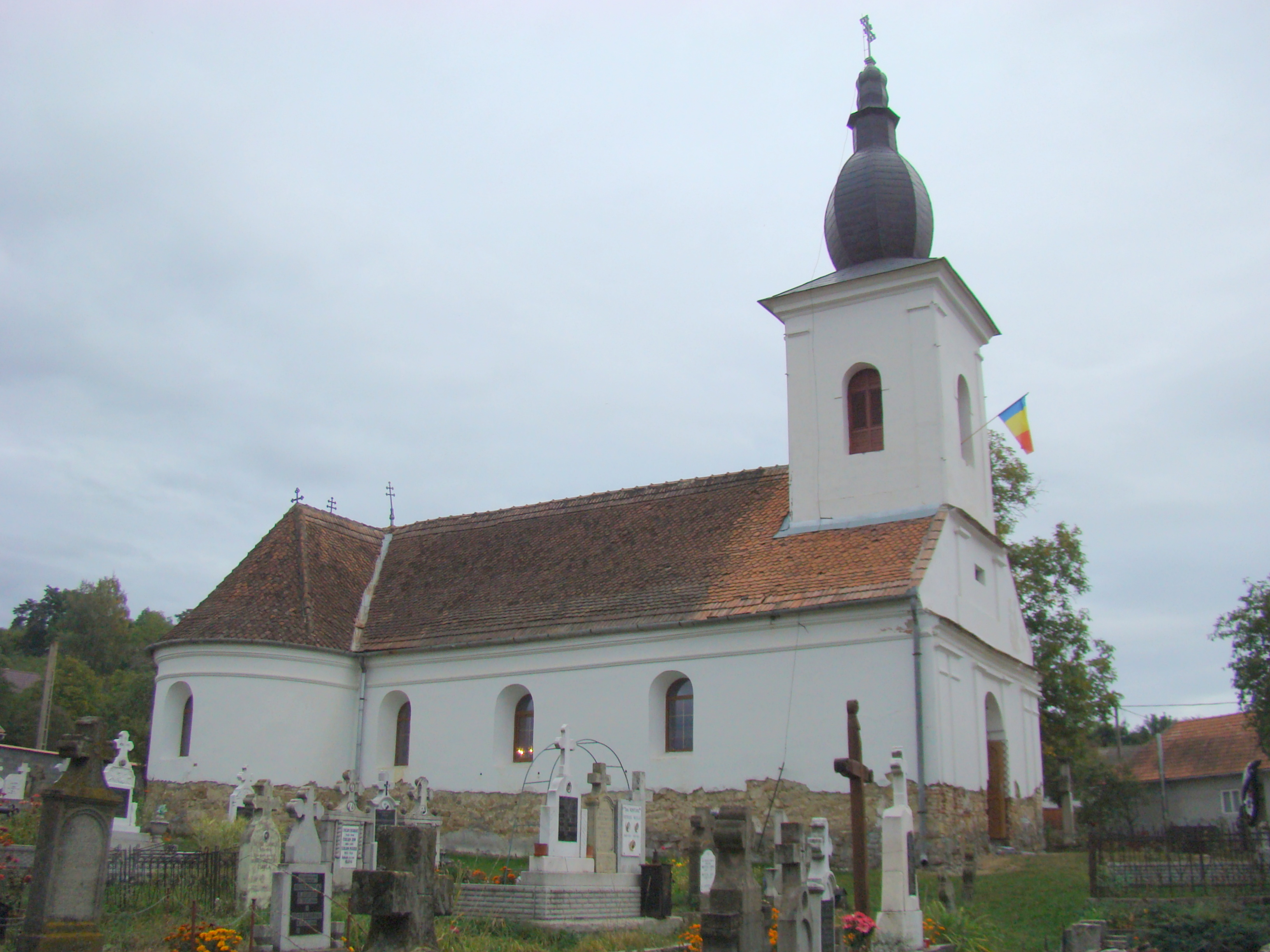
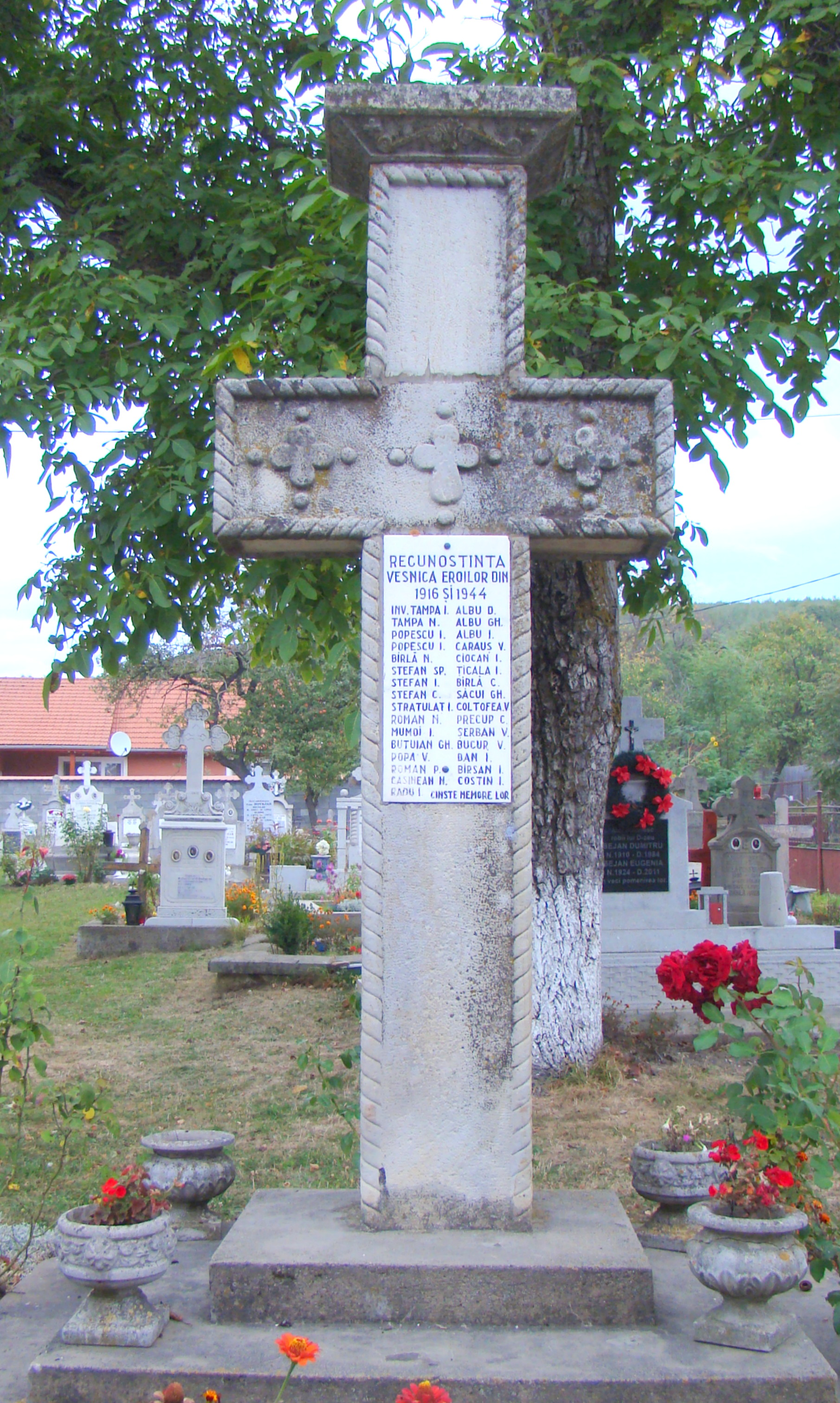
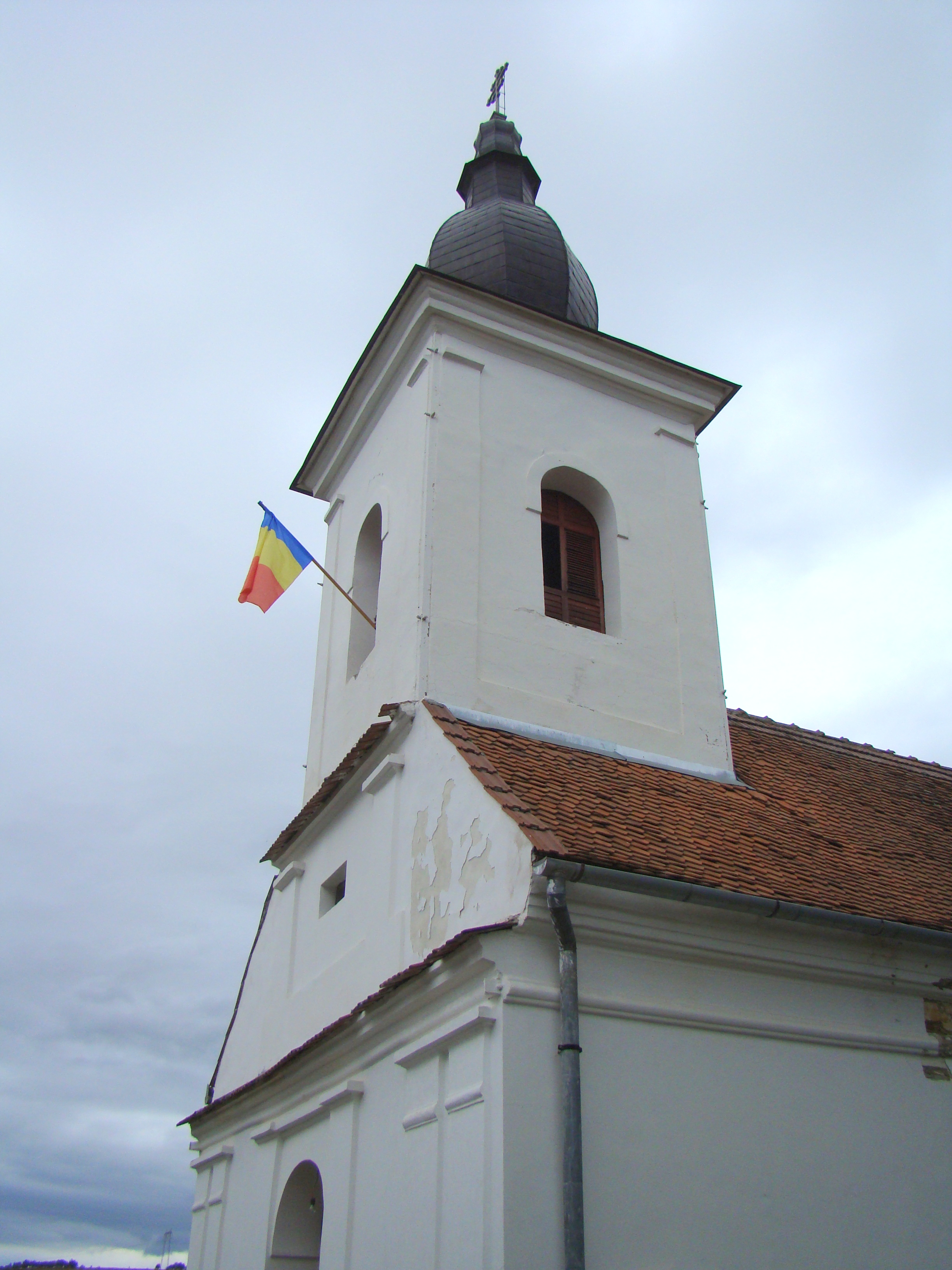
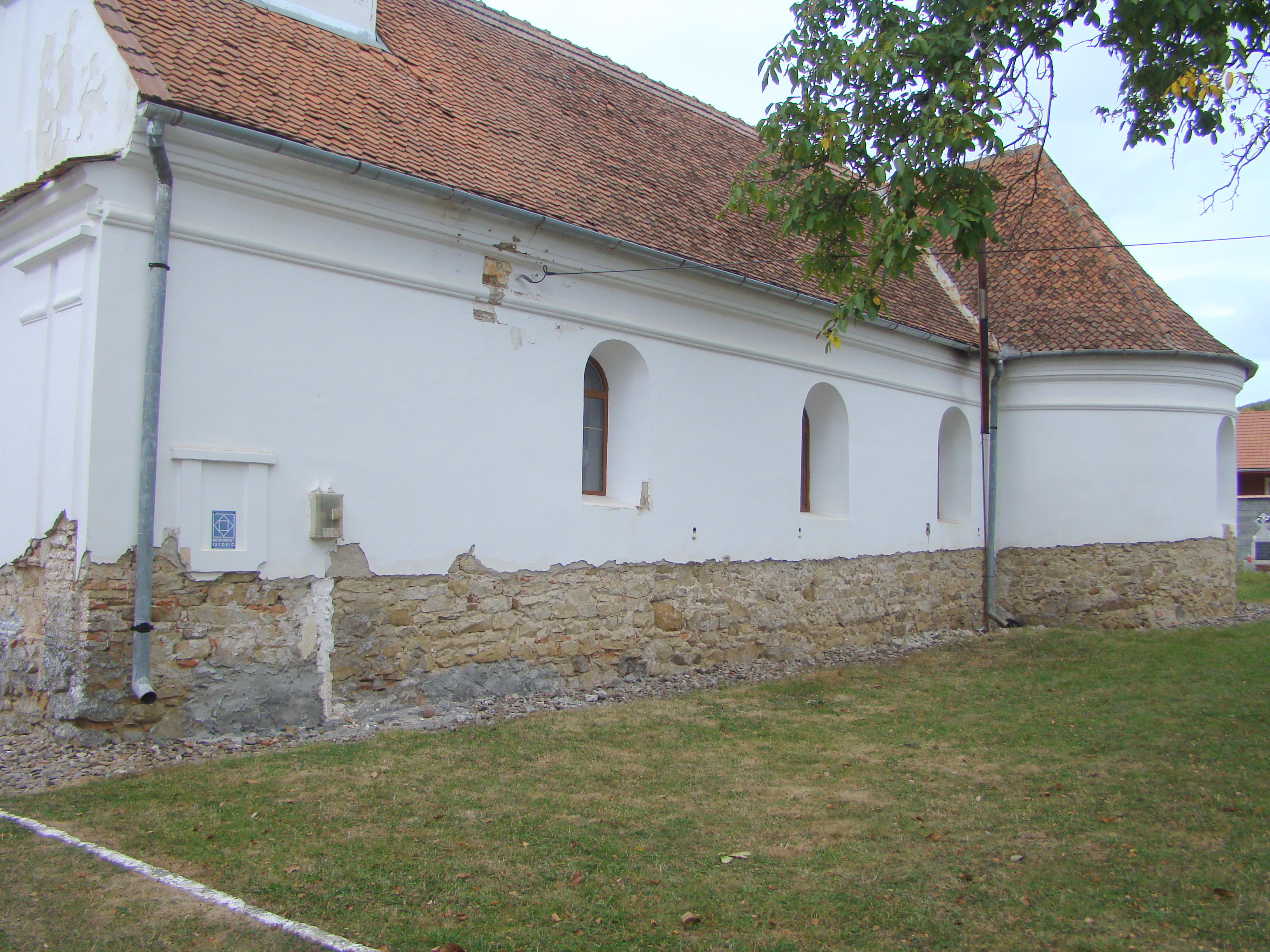
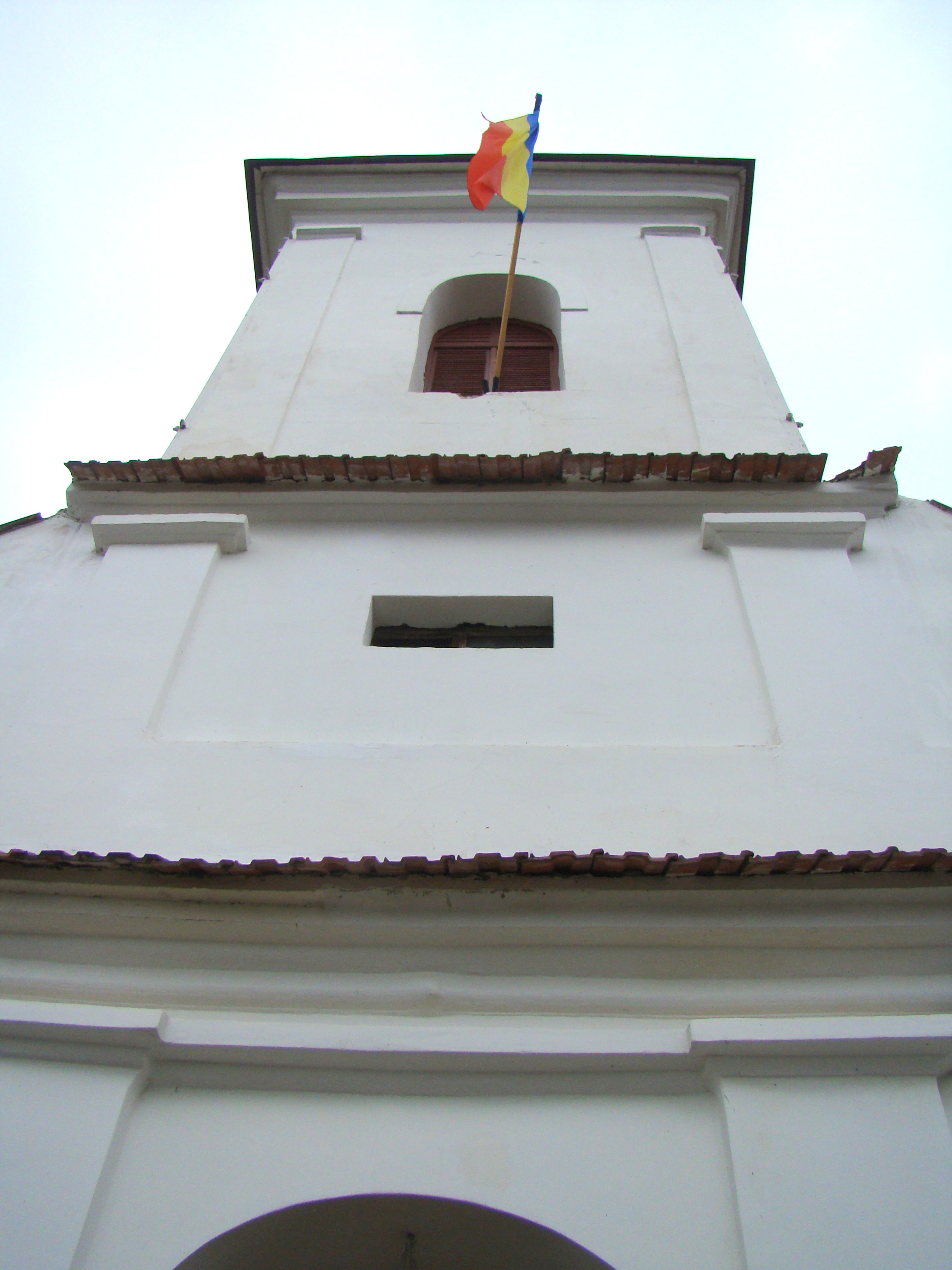
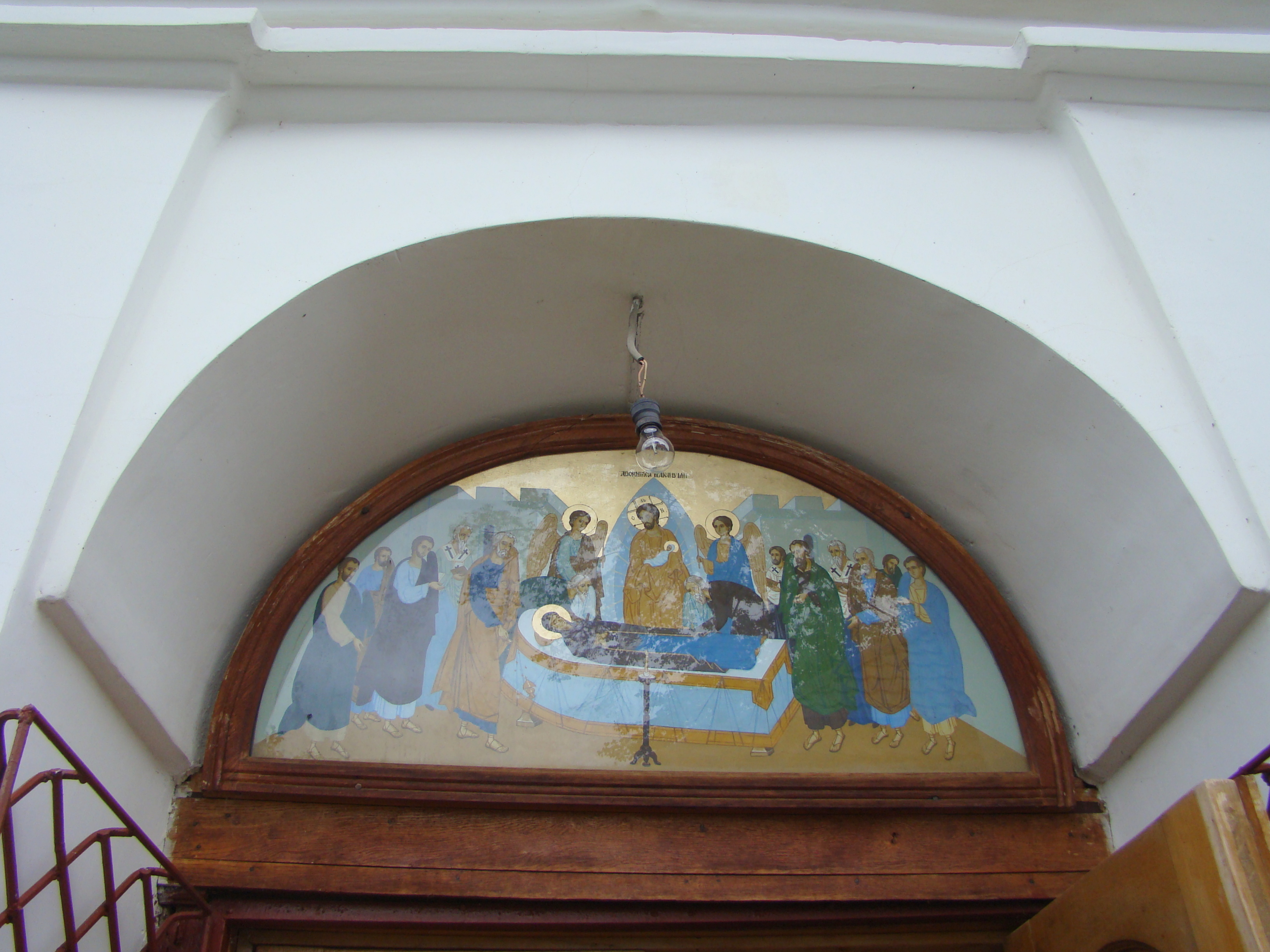
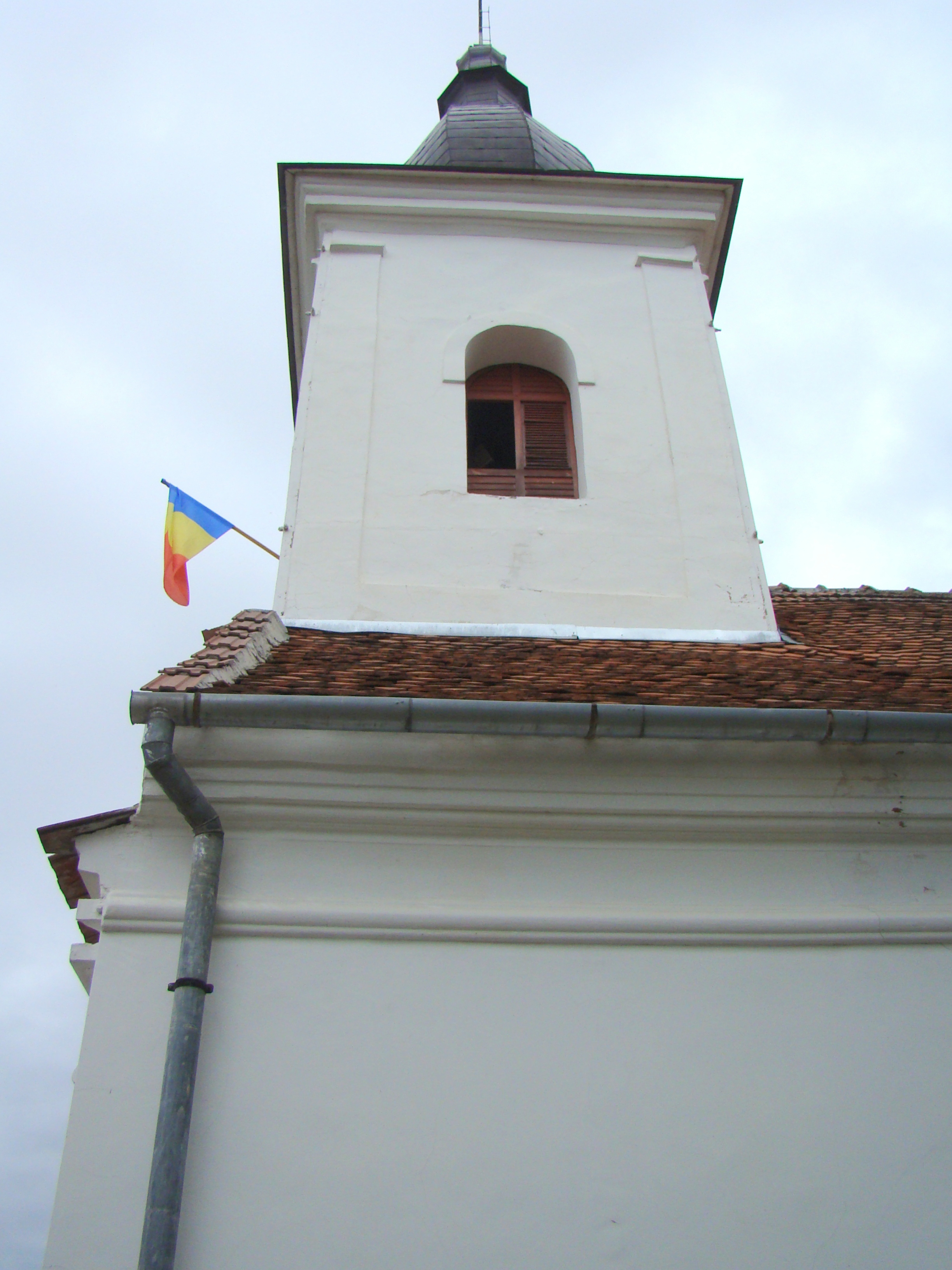
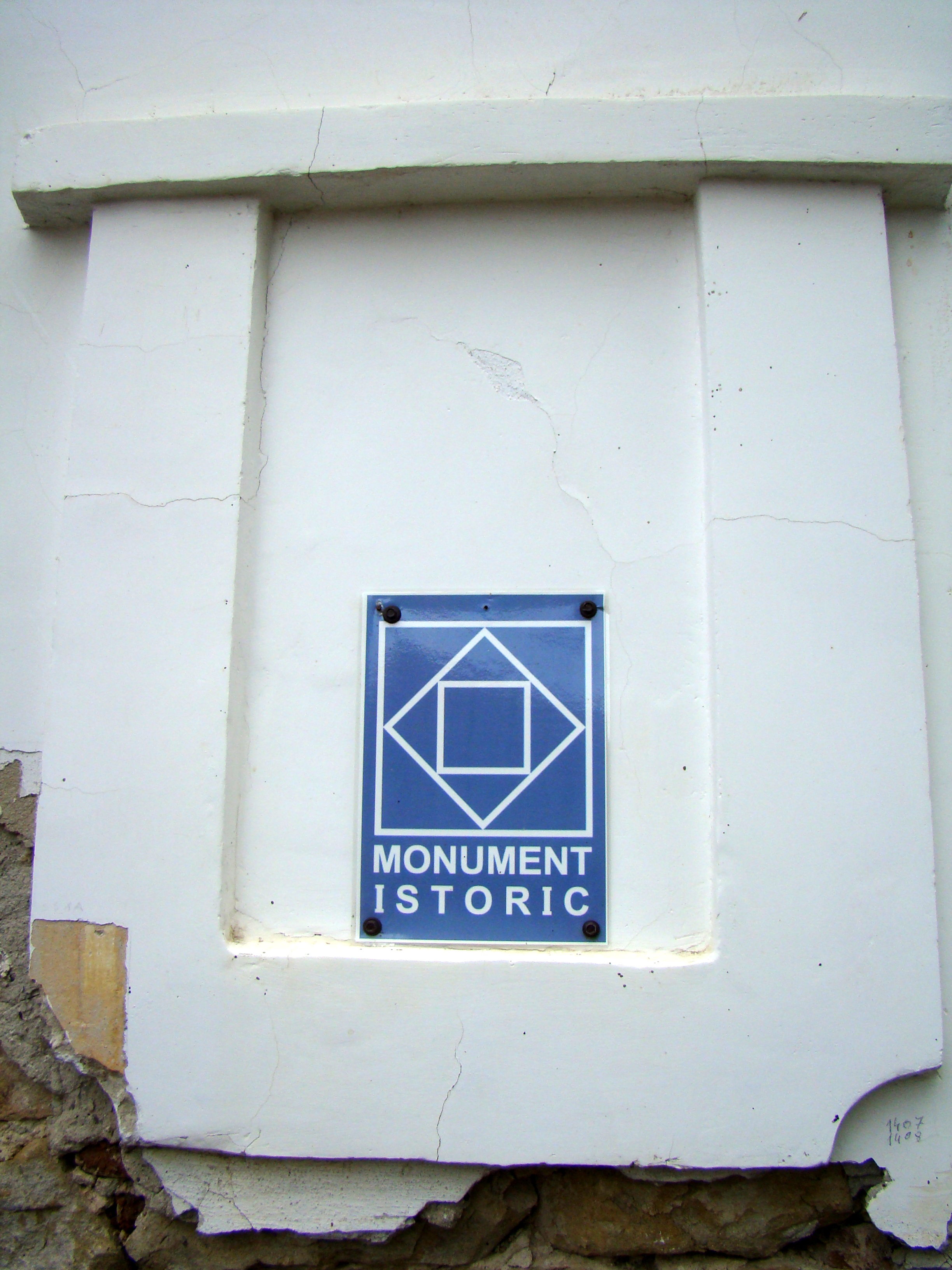
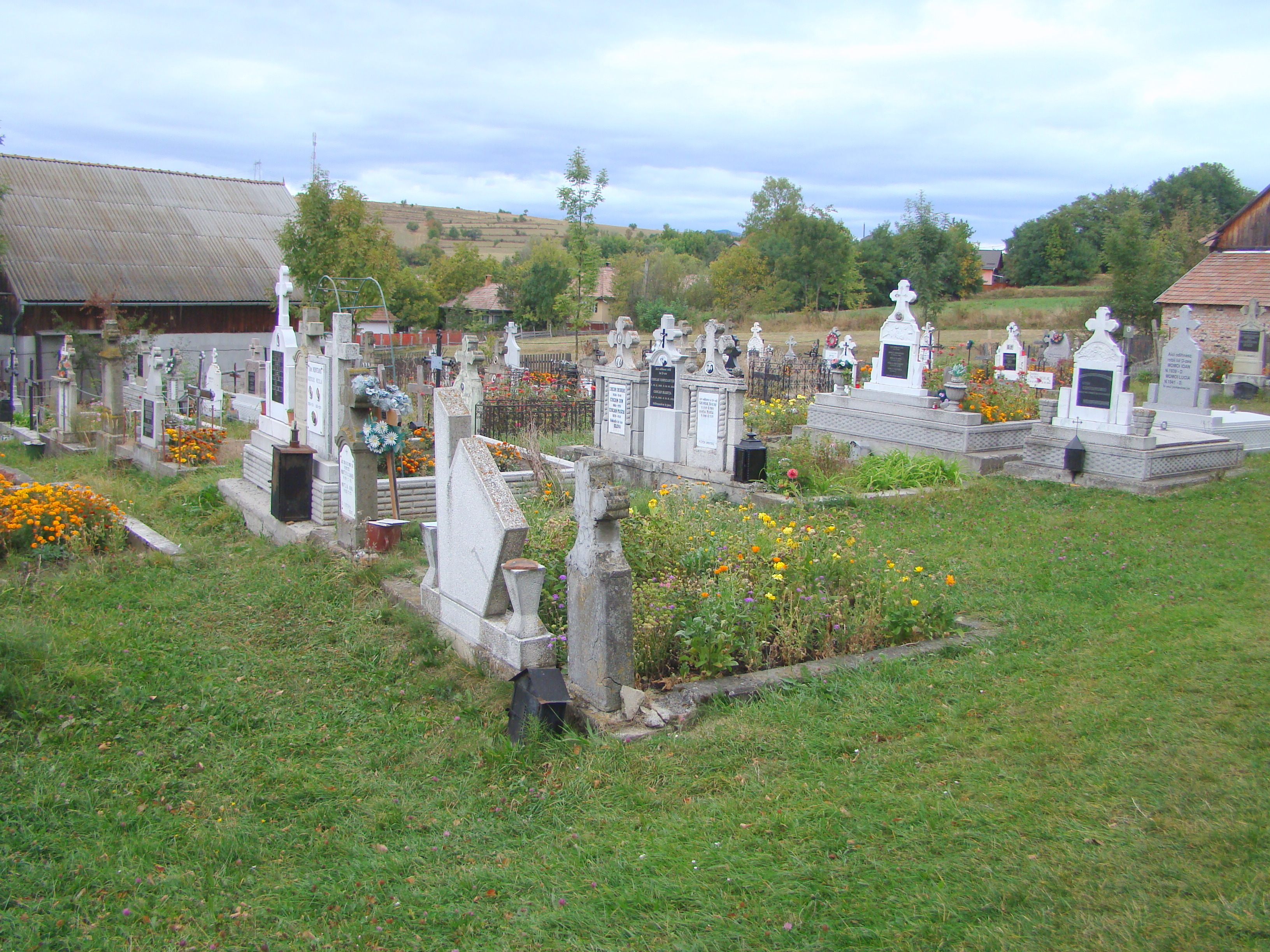
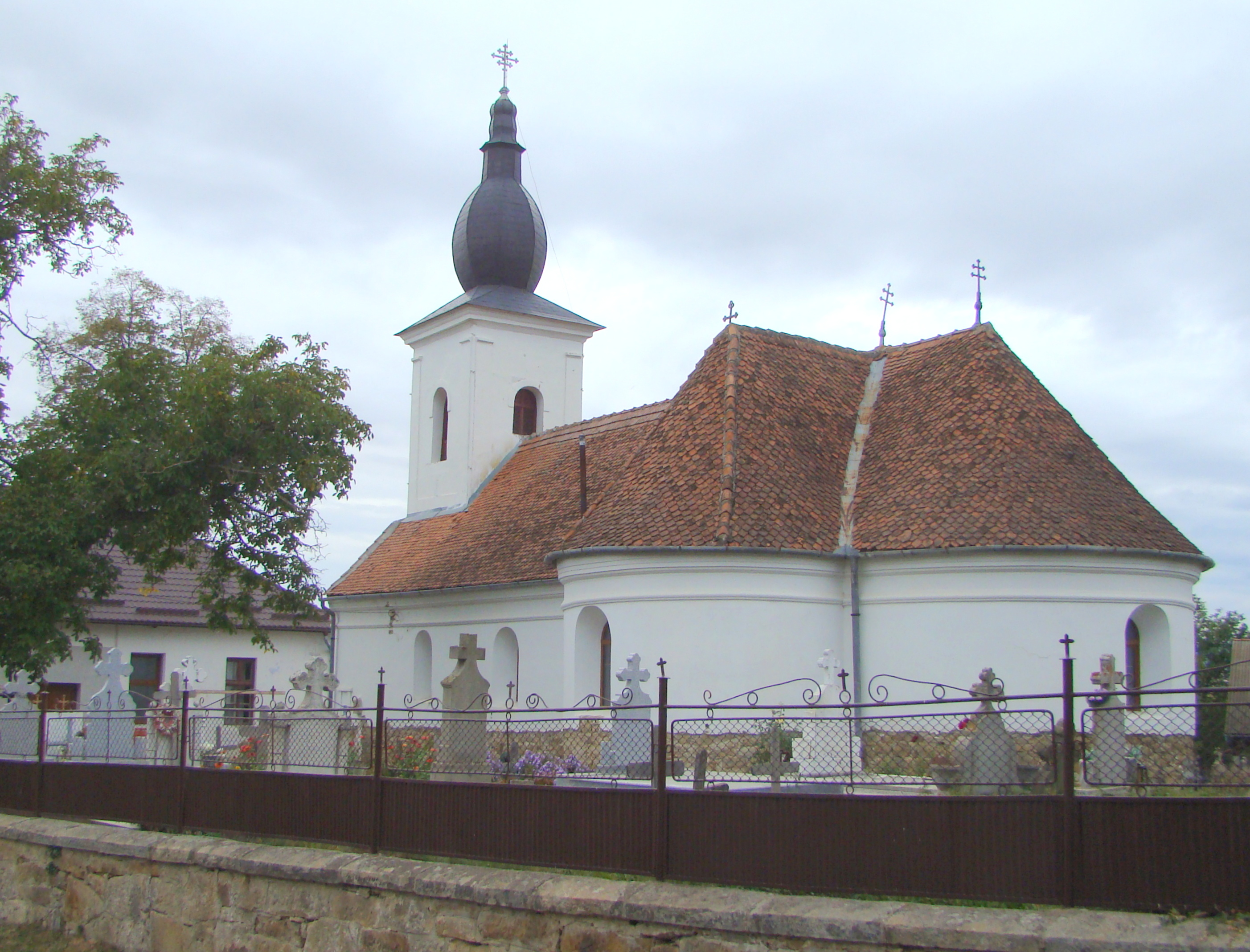
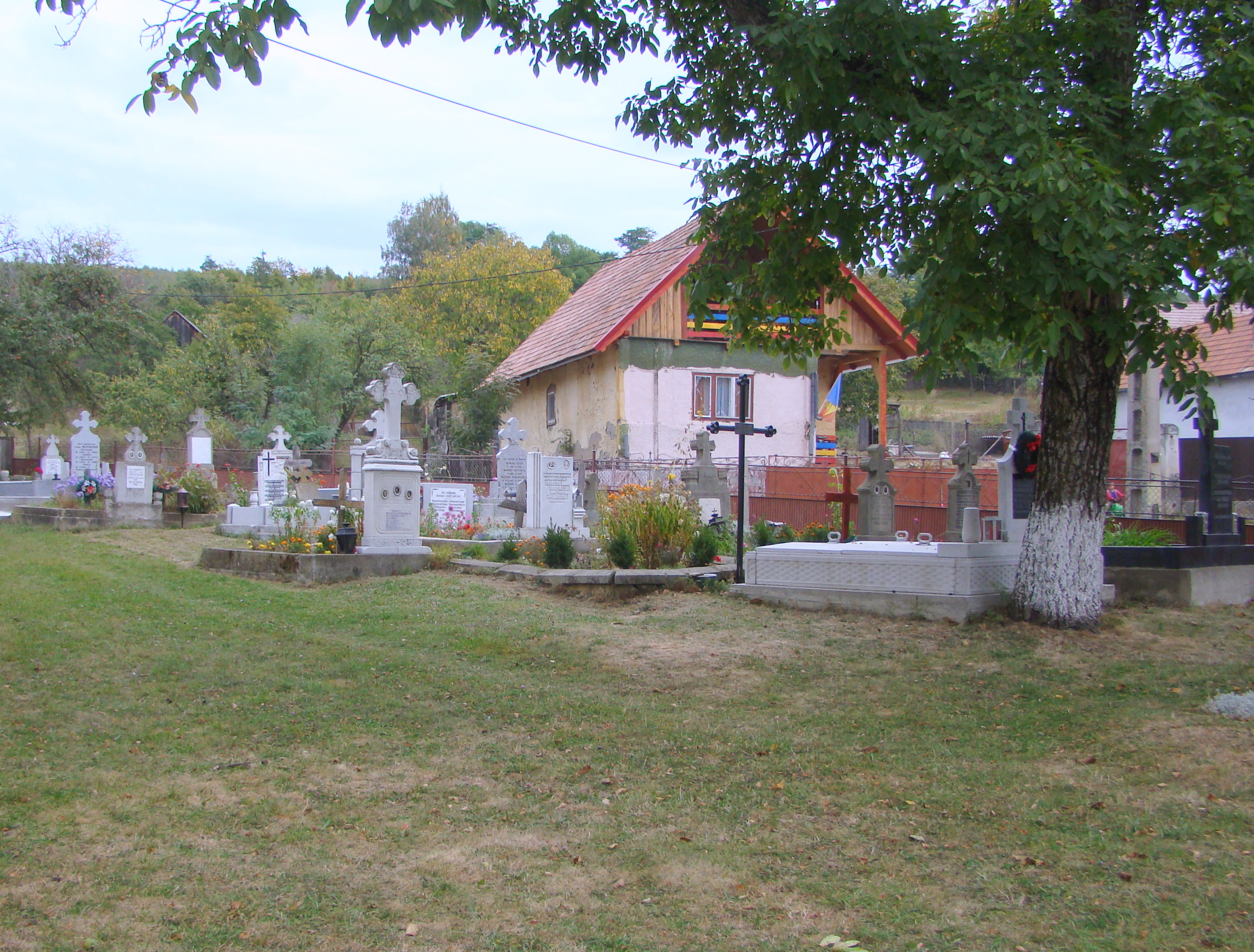
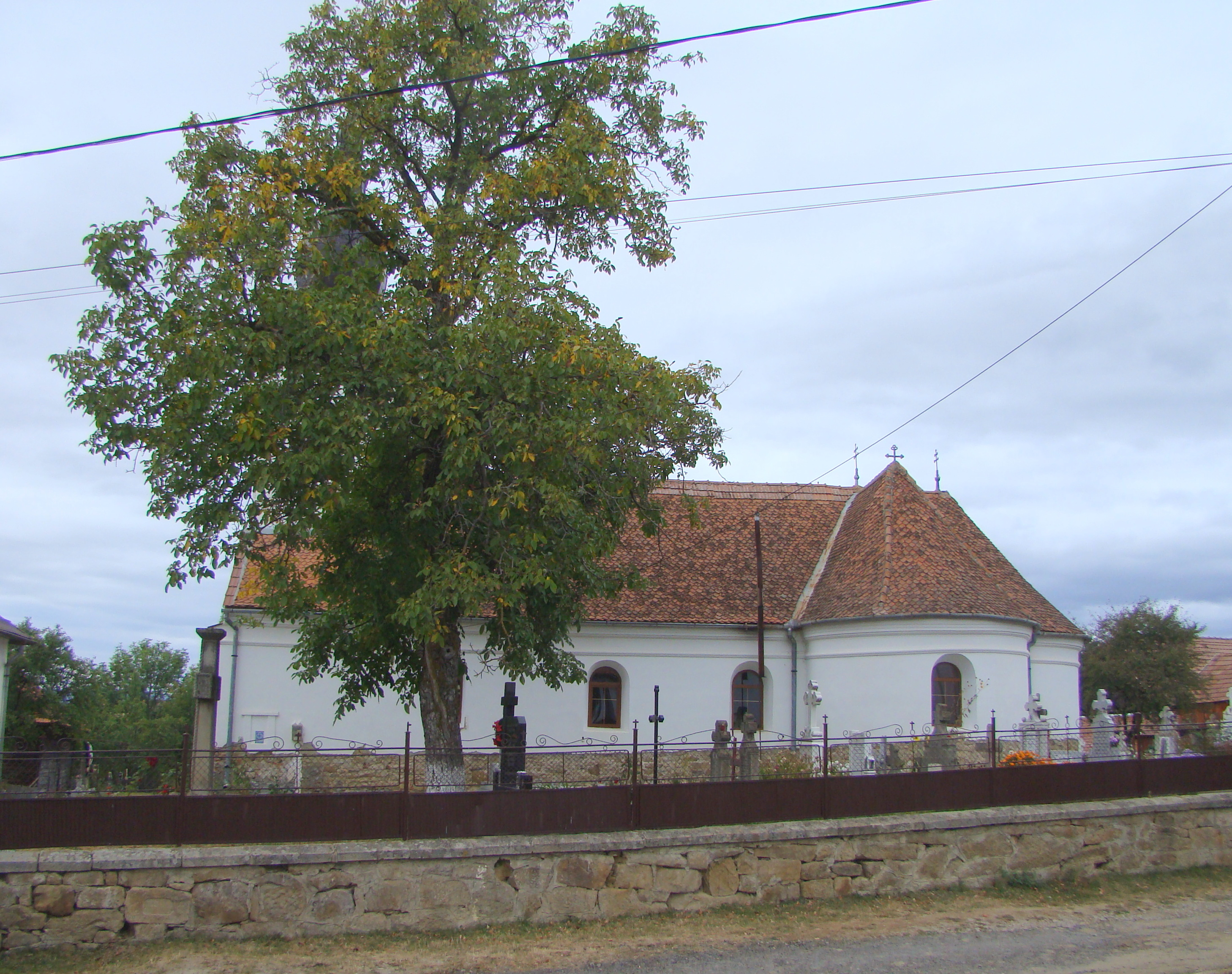

## Imagini din interior

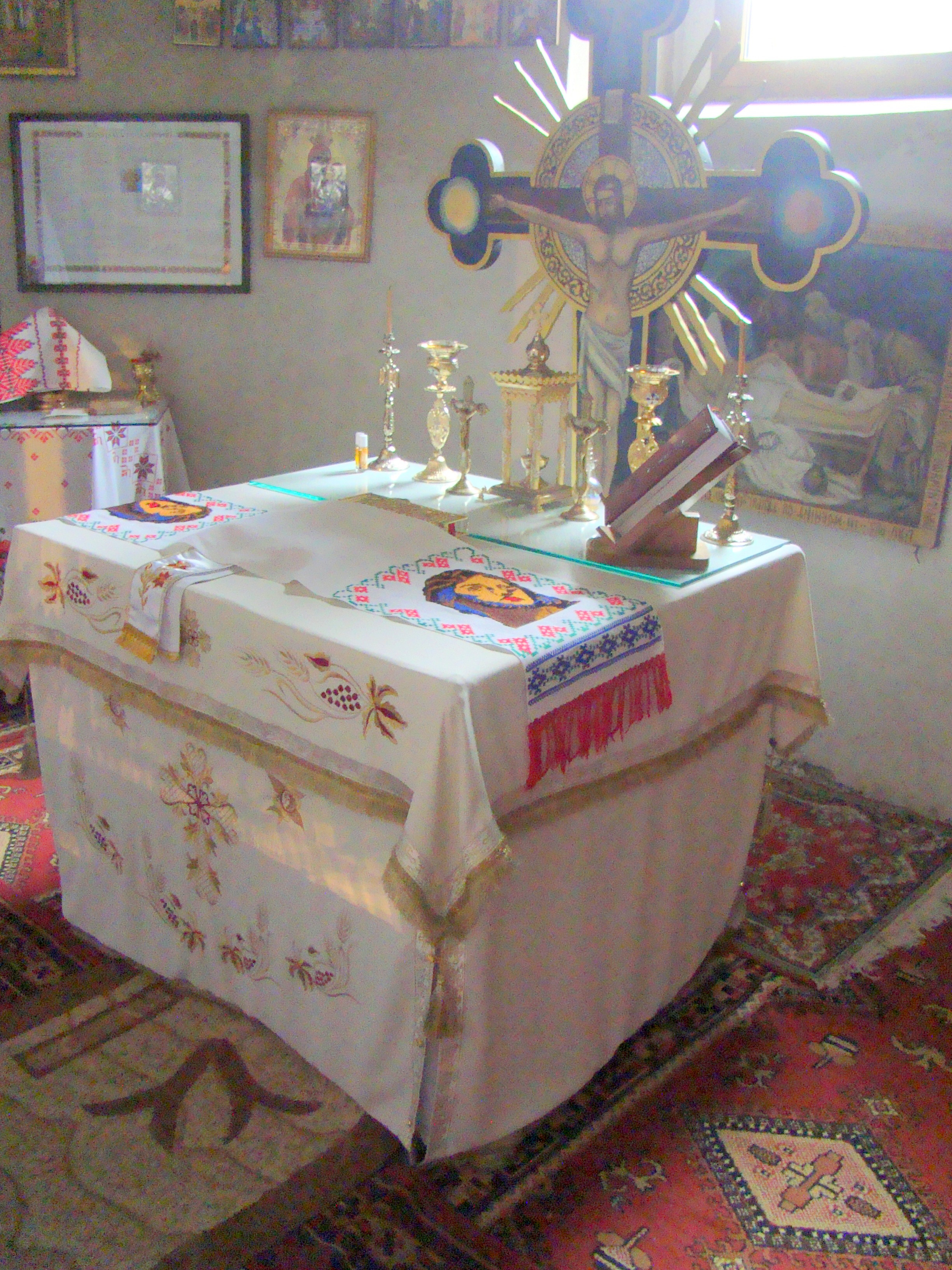
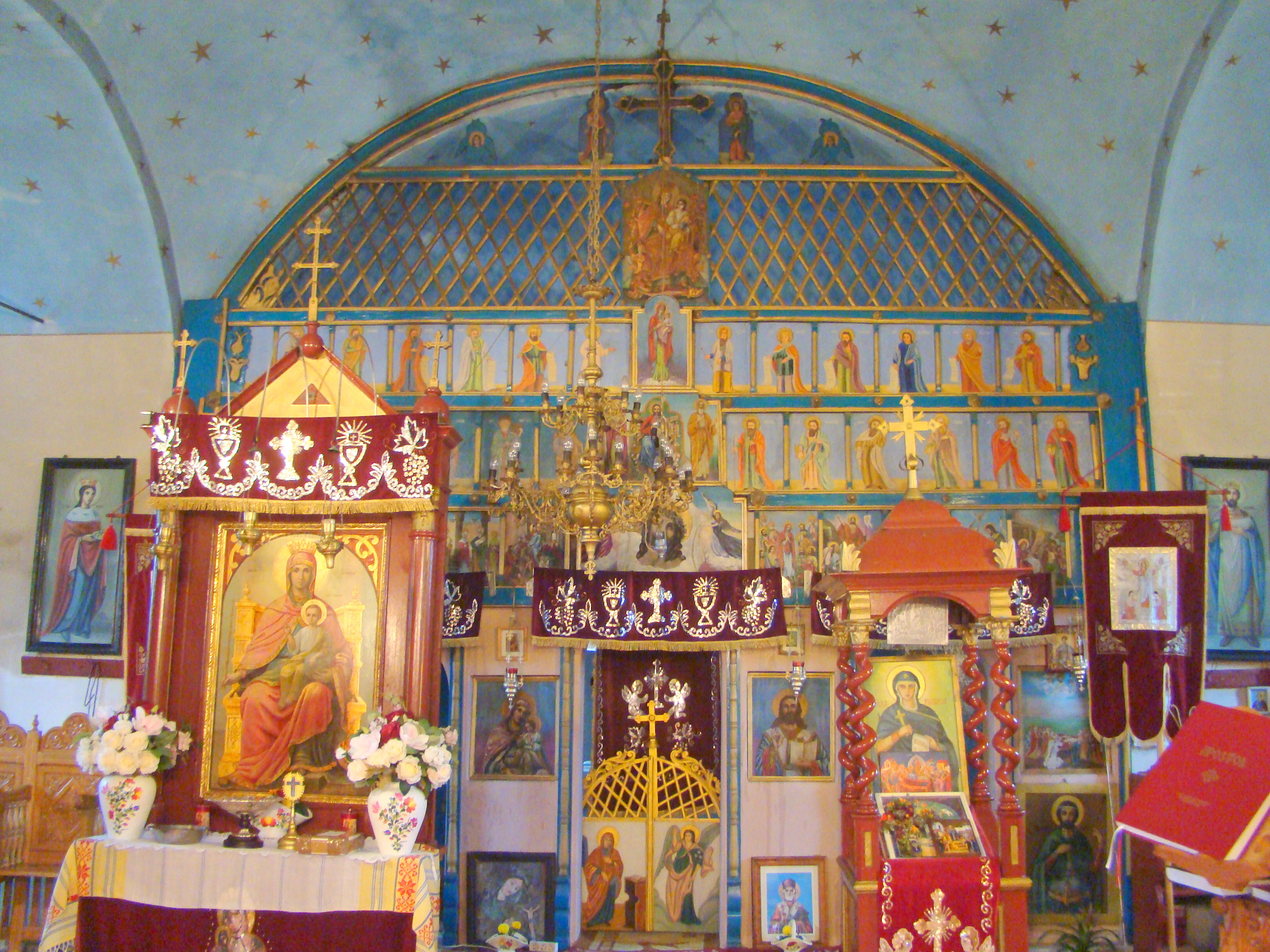
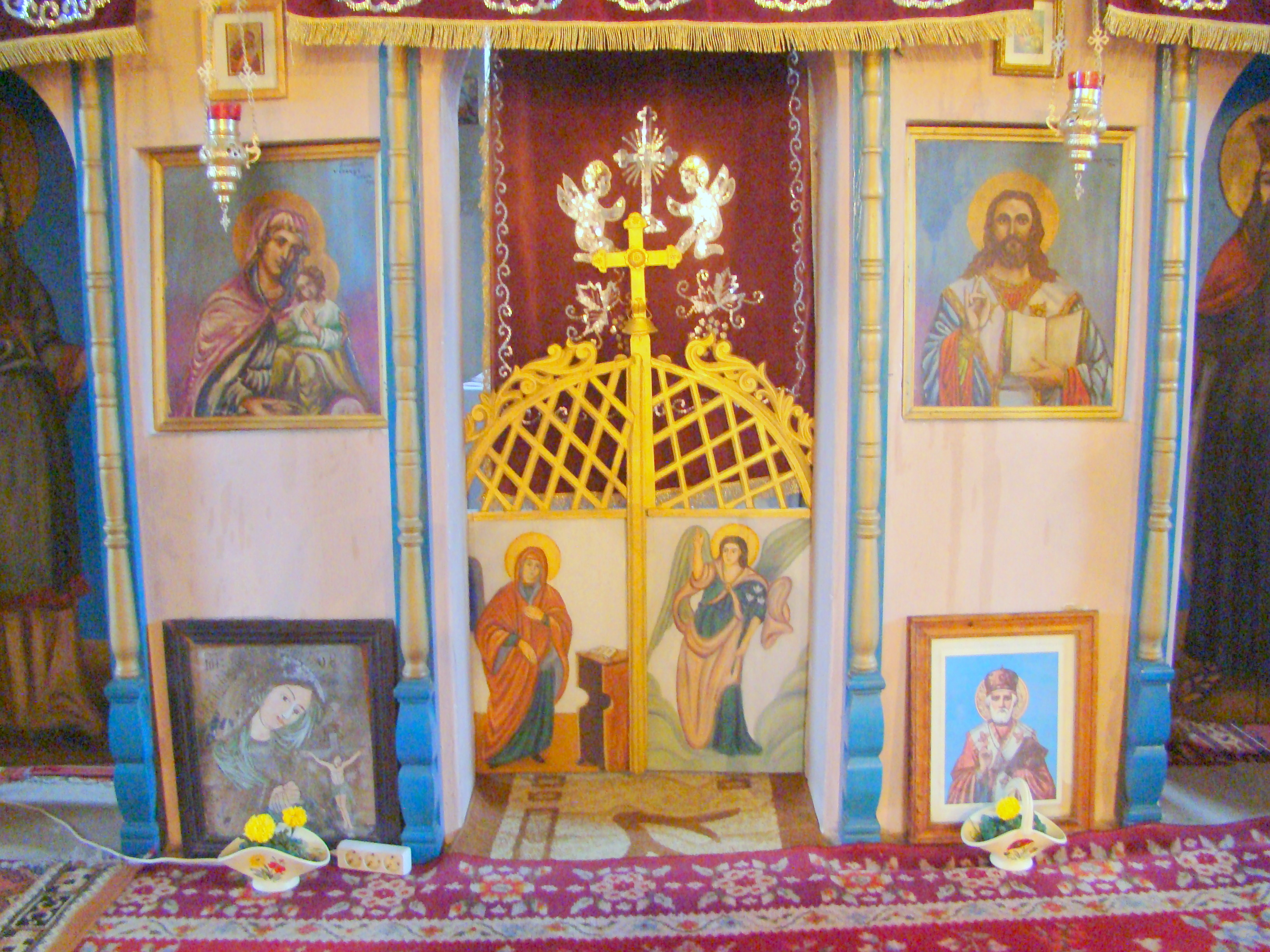
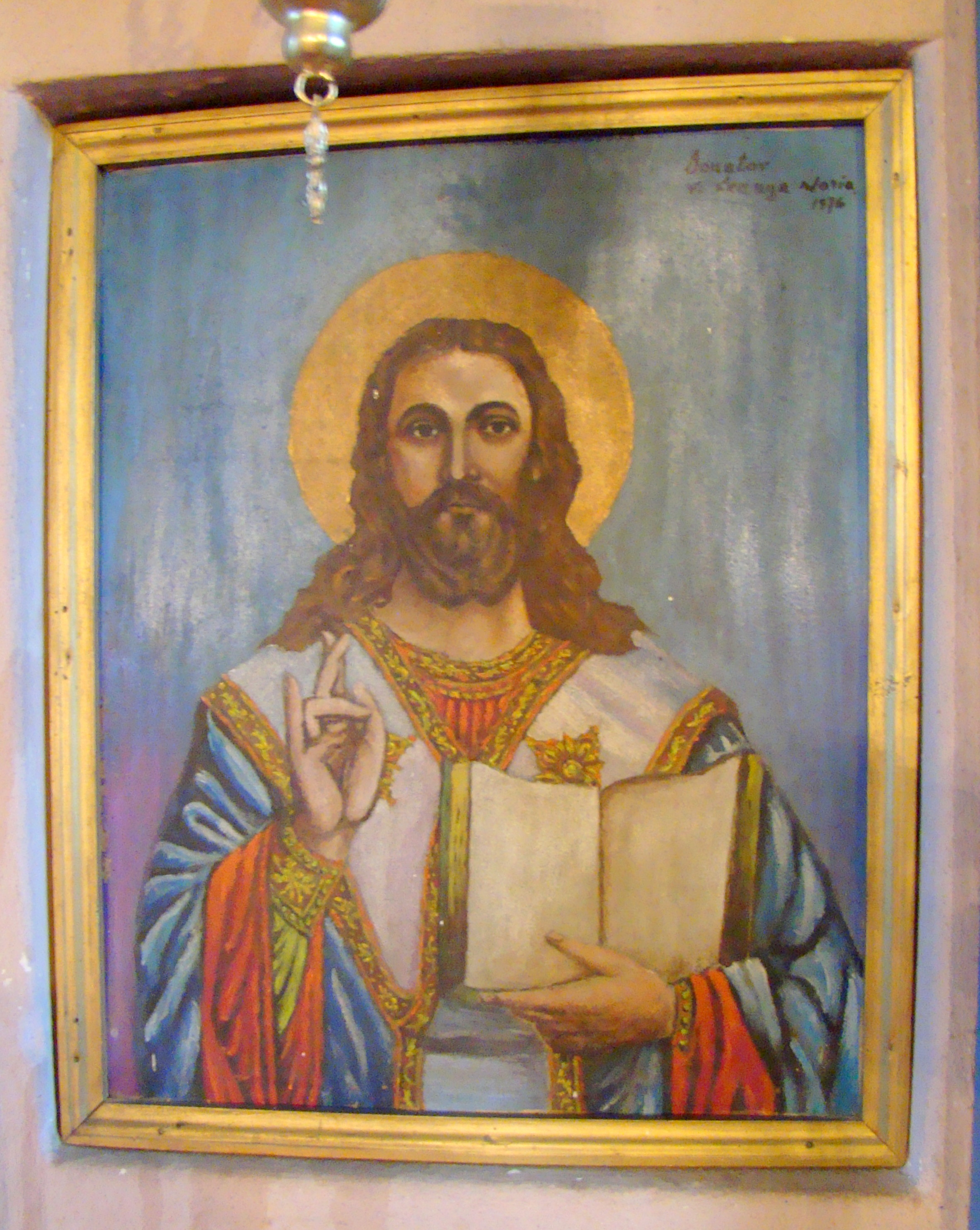
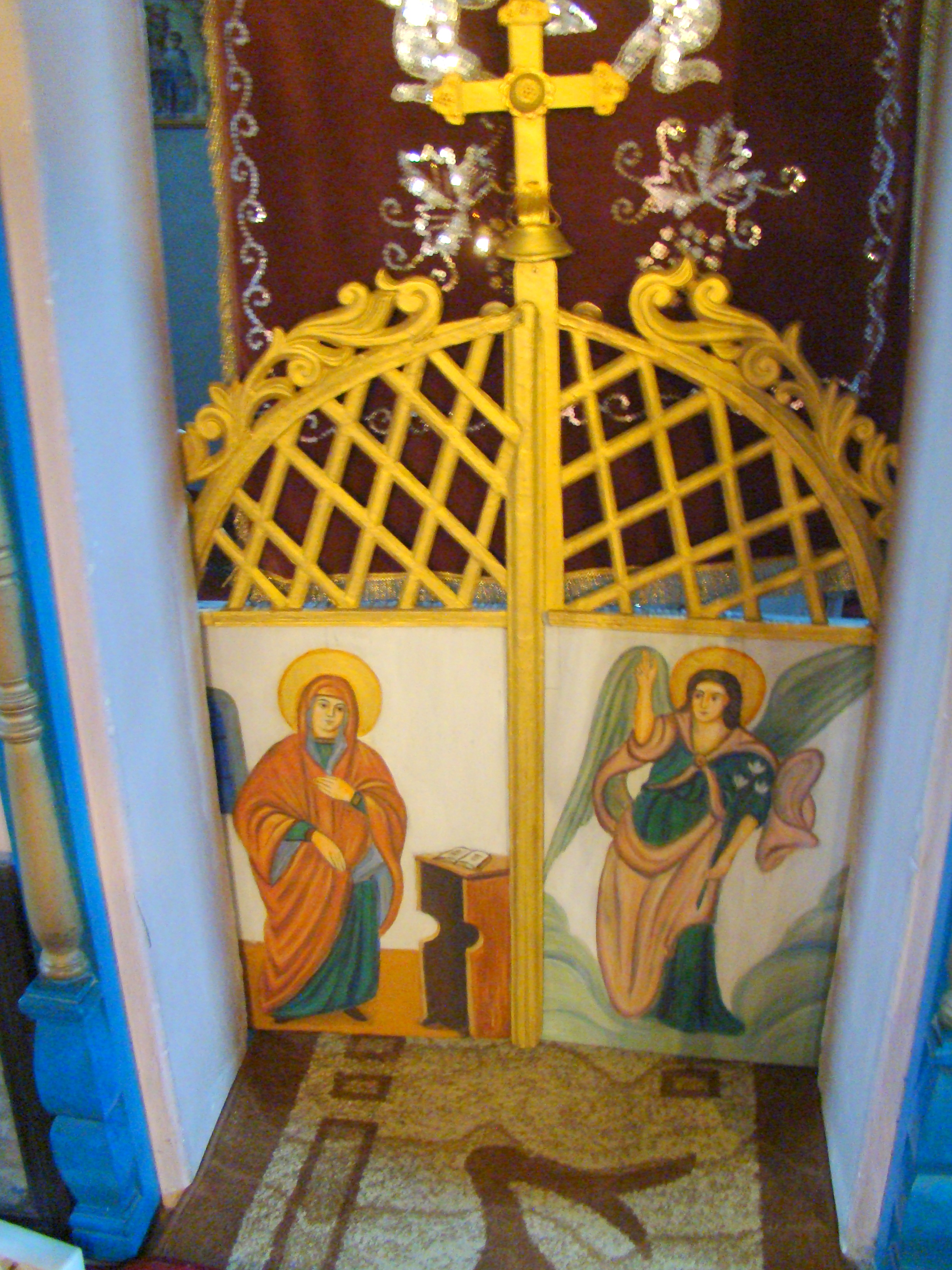
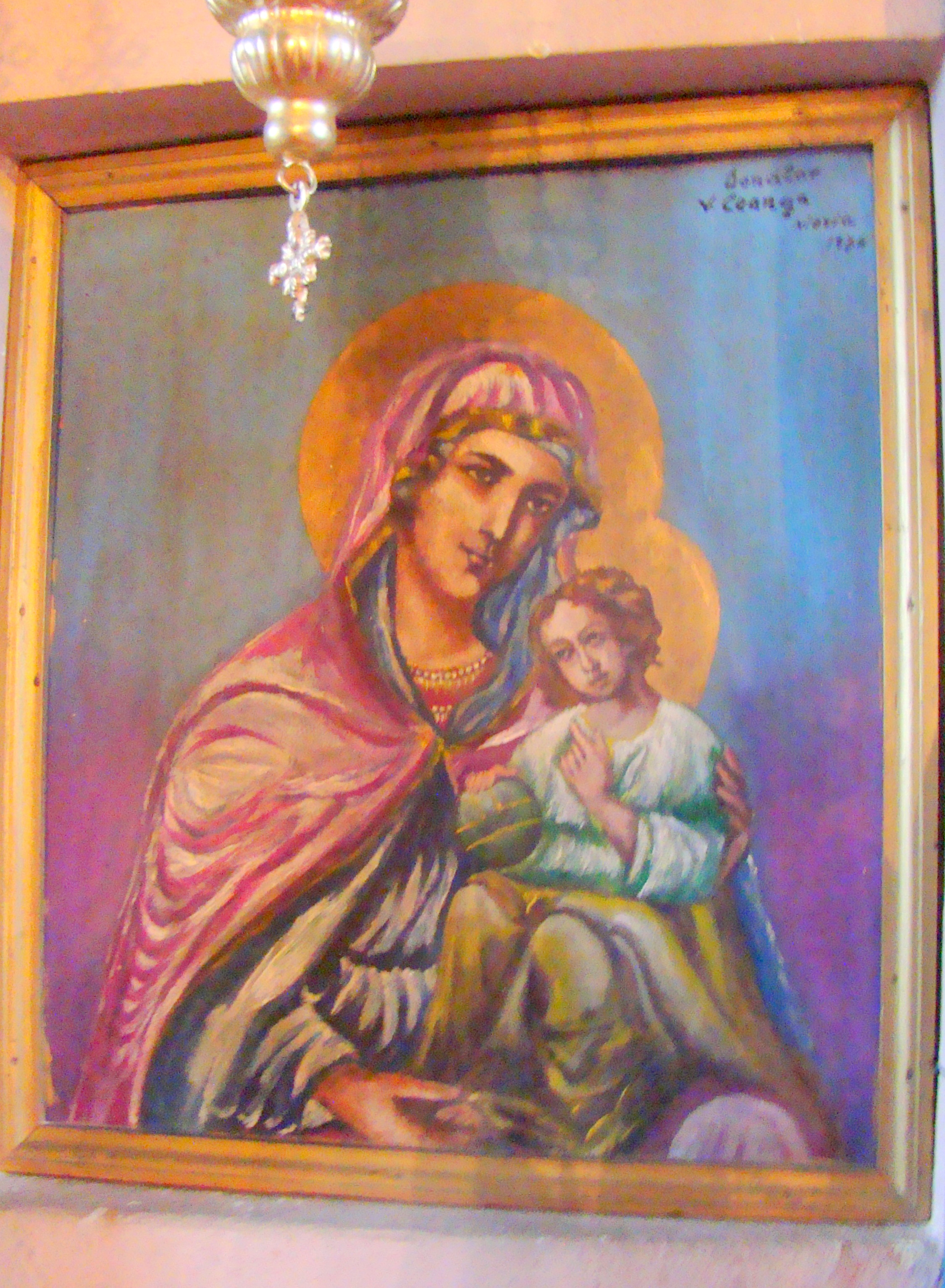
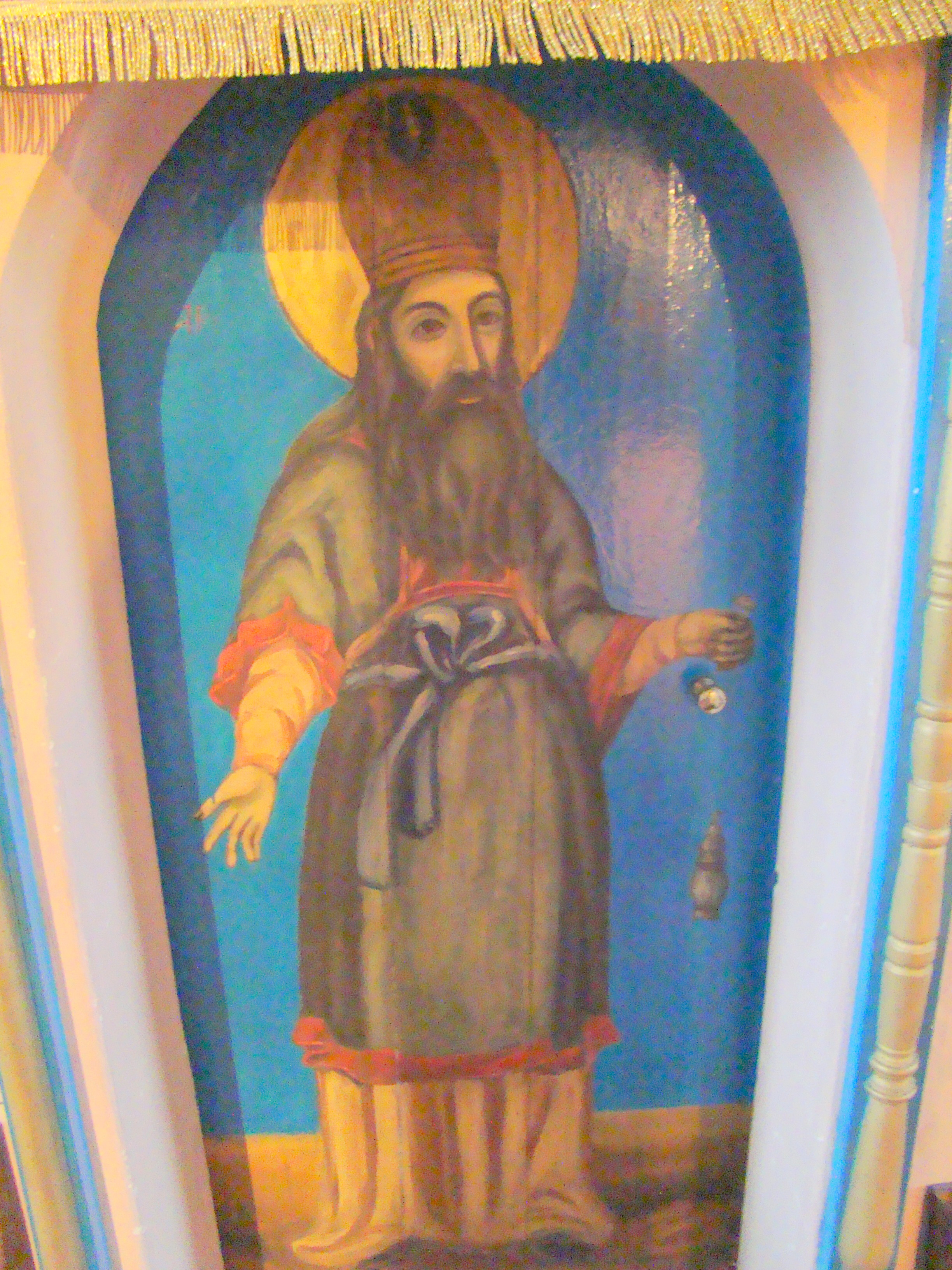
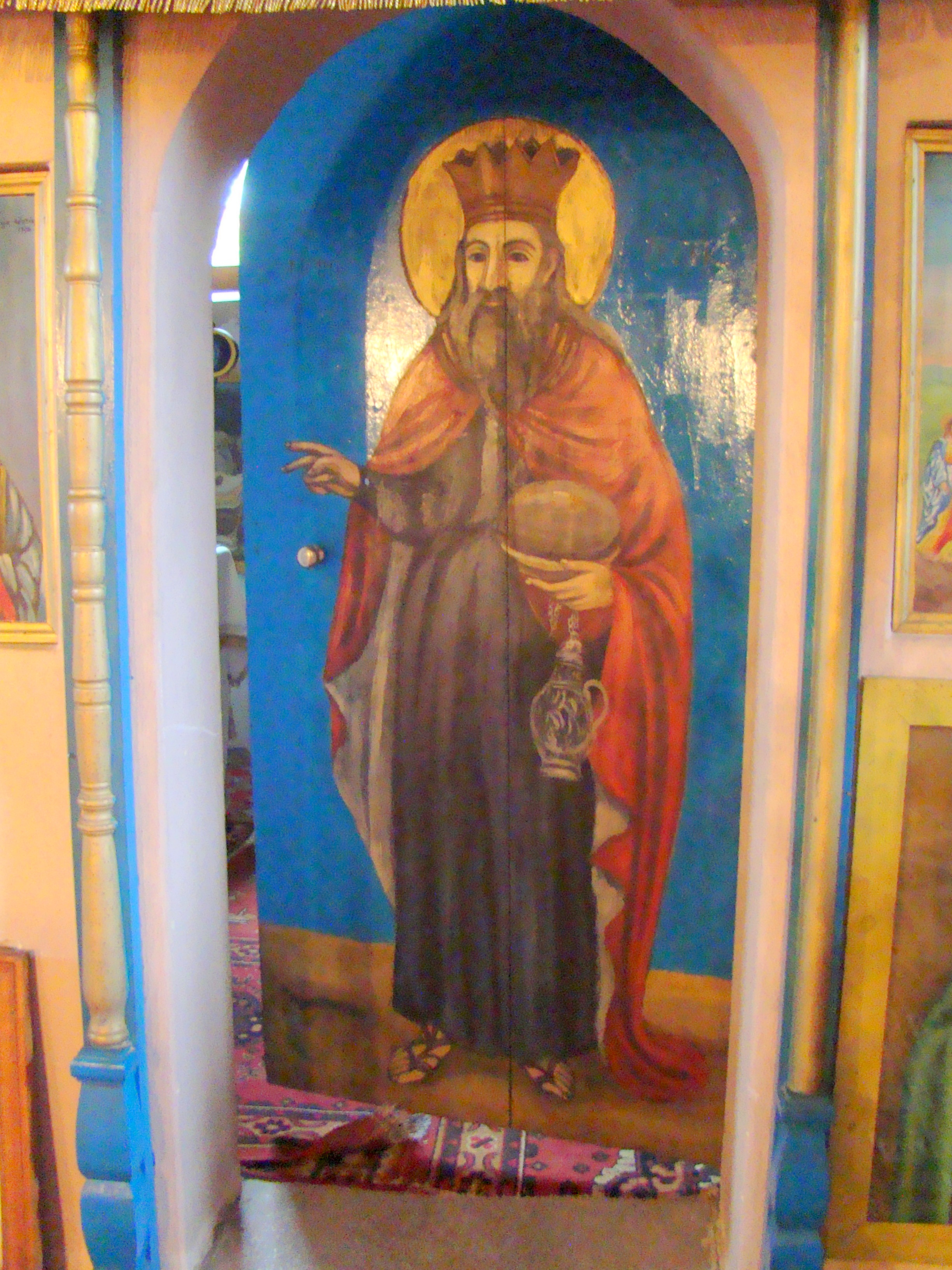
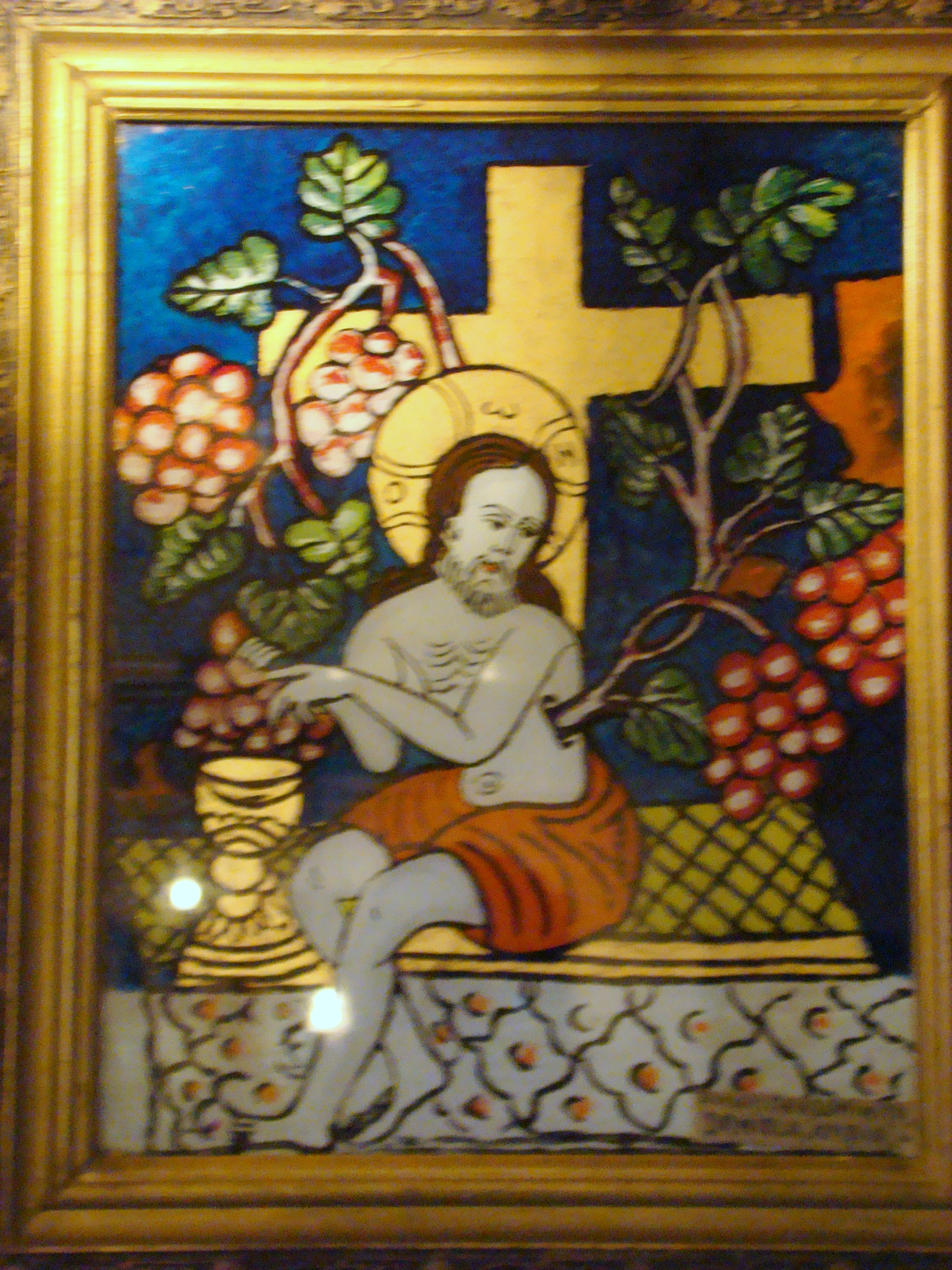
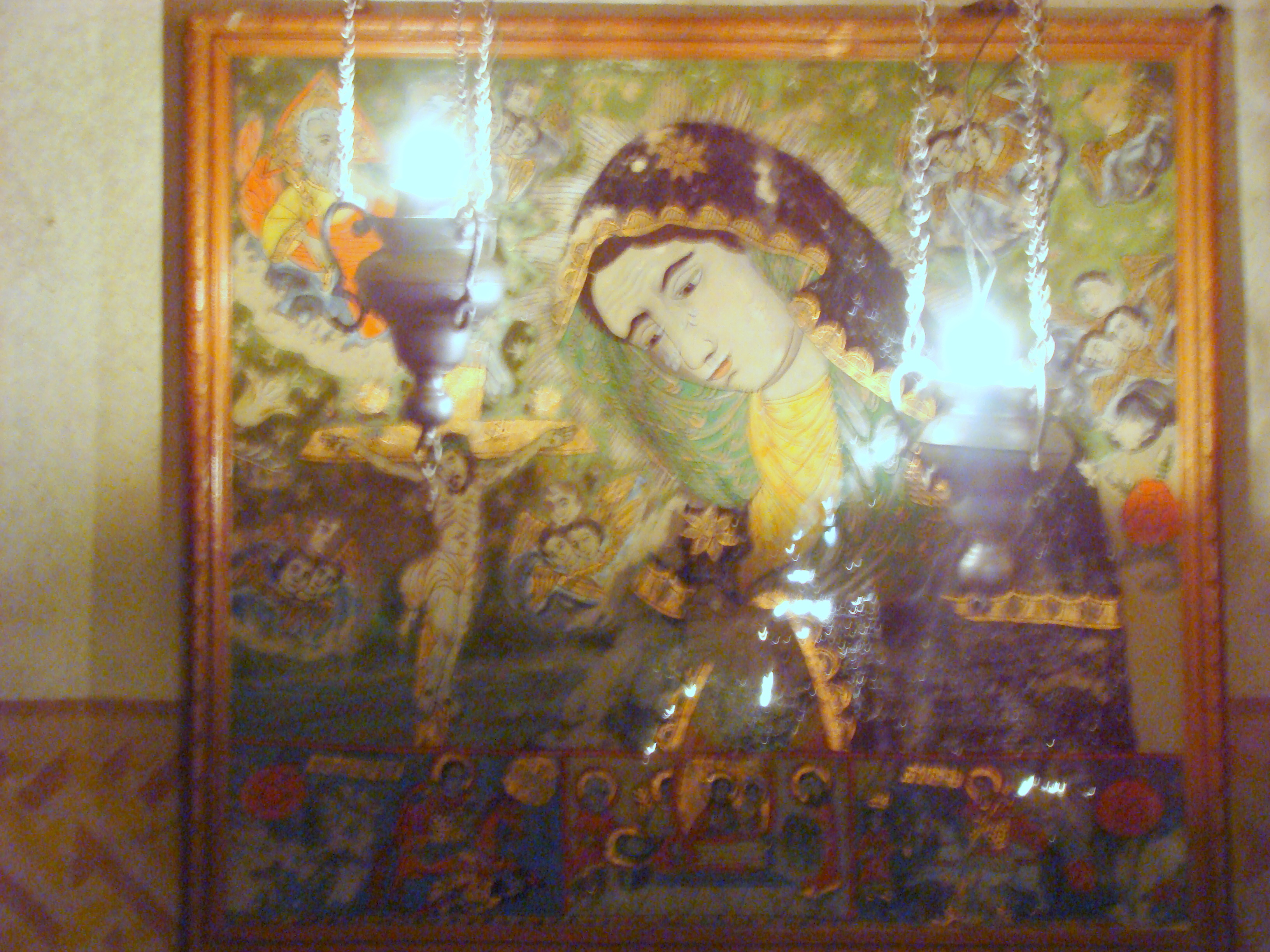
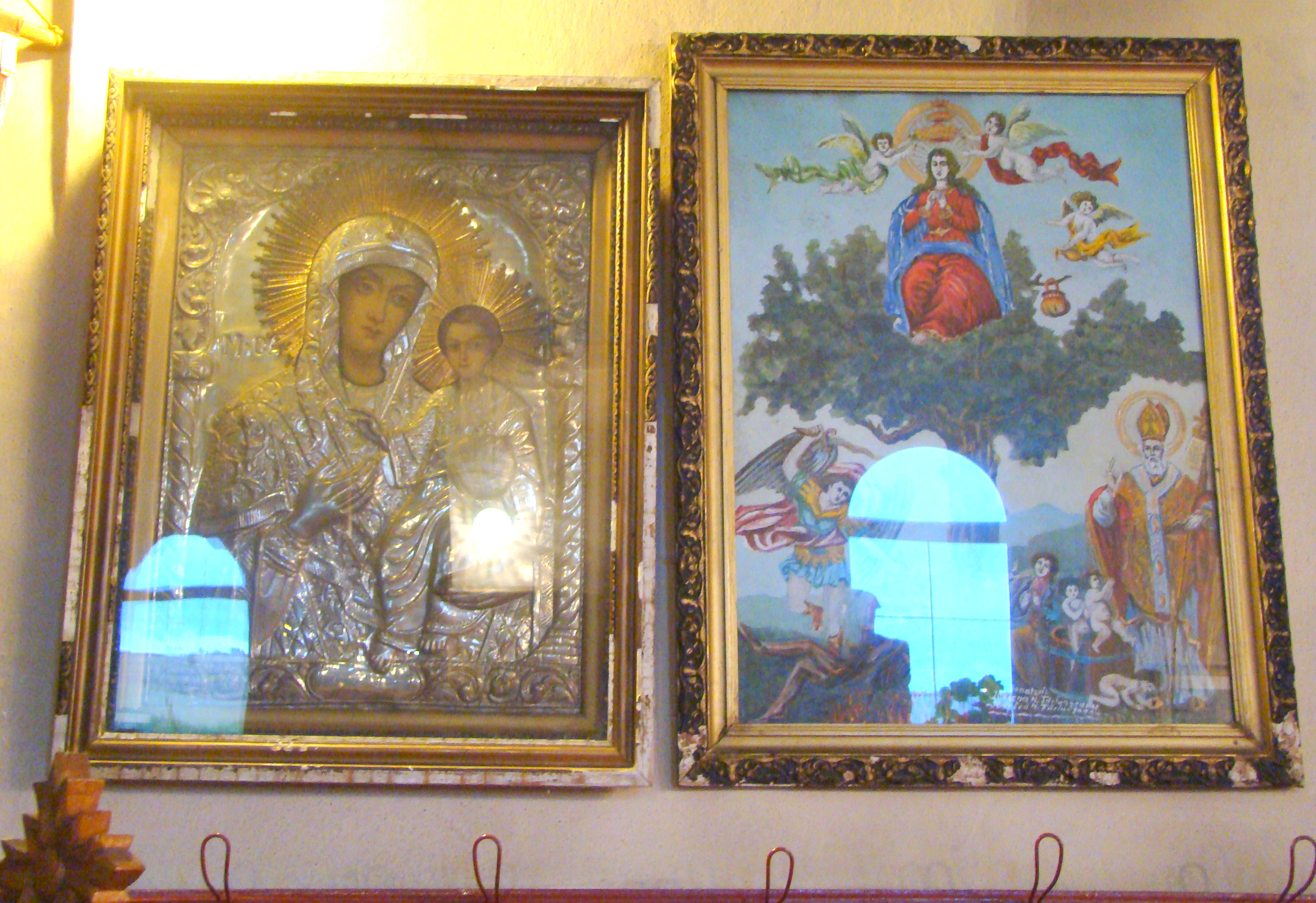
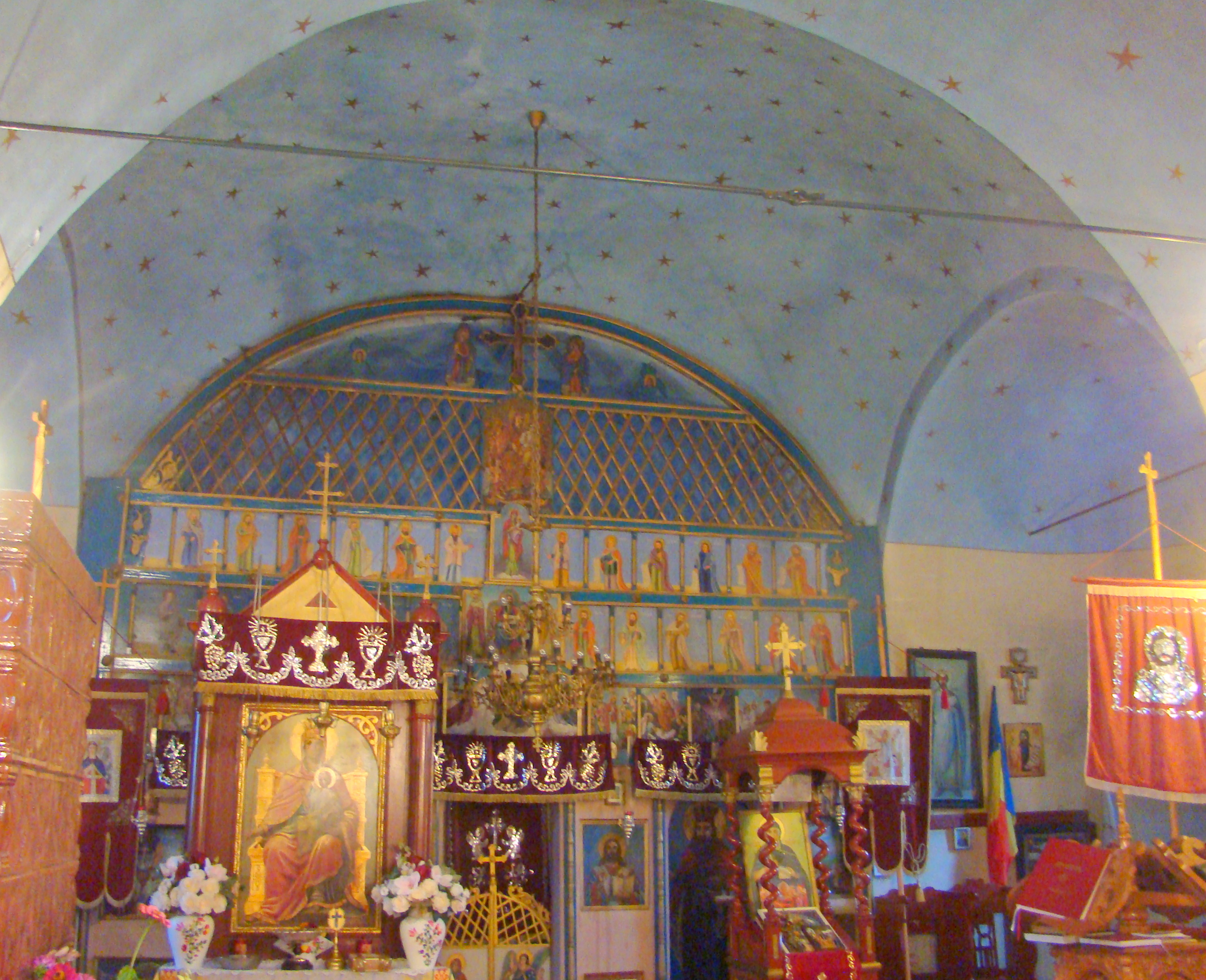
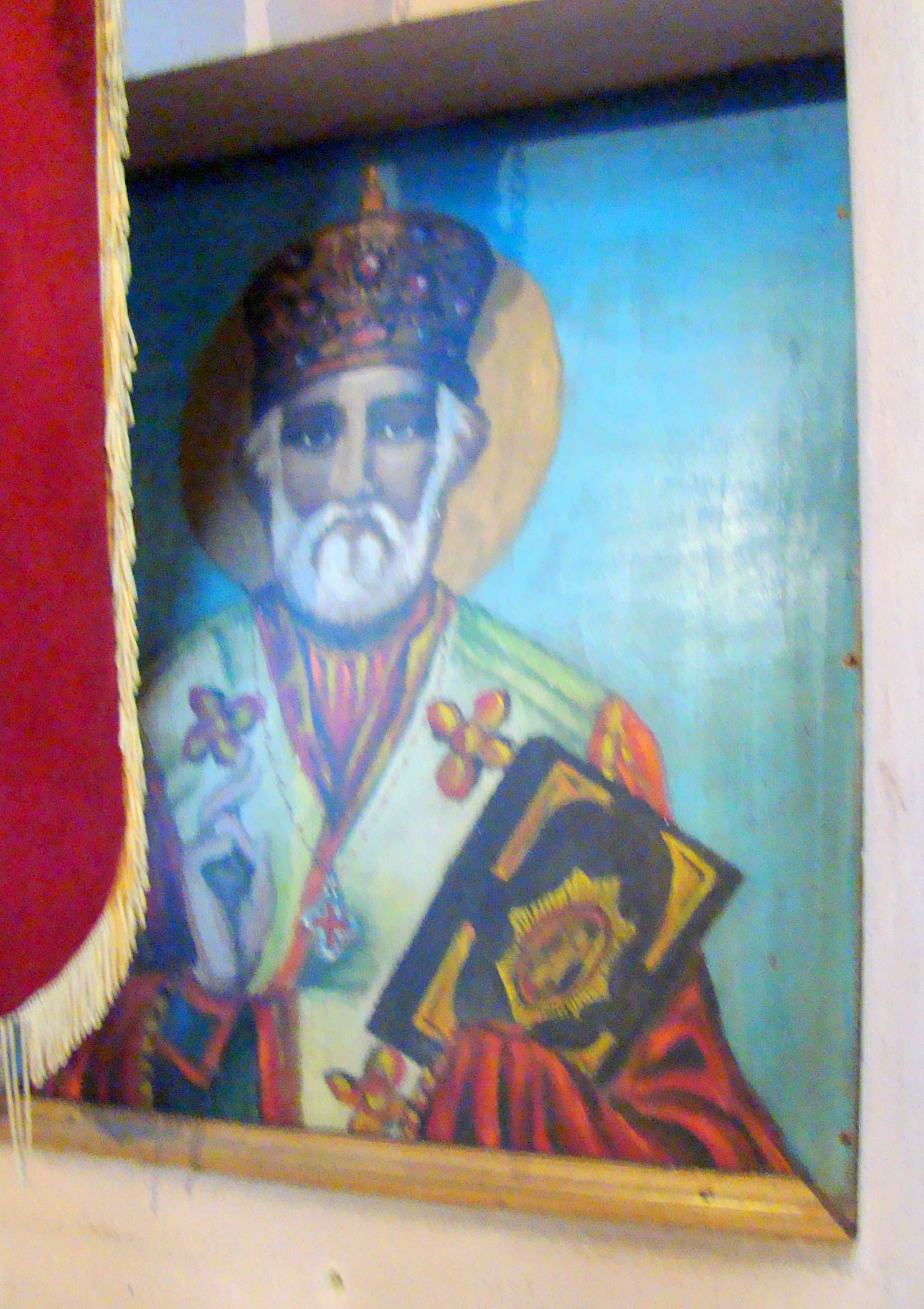
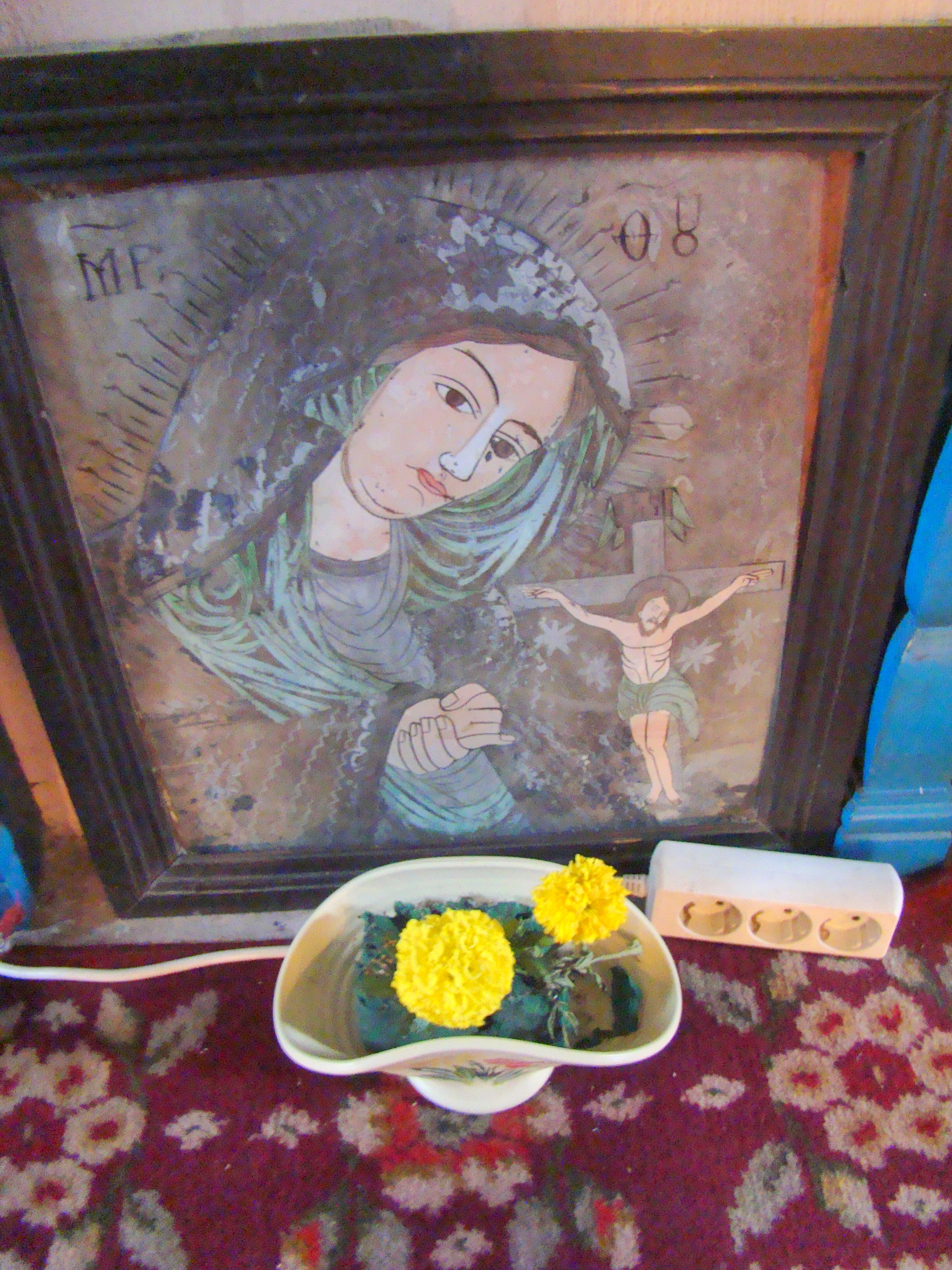
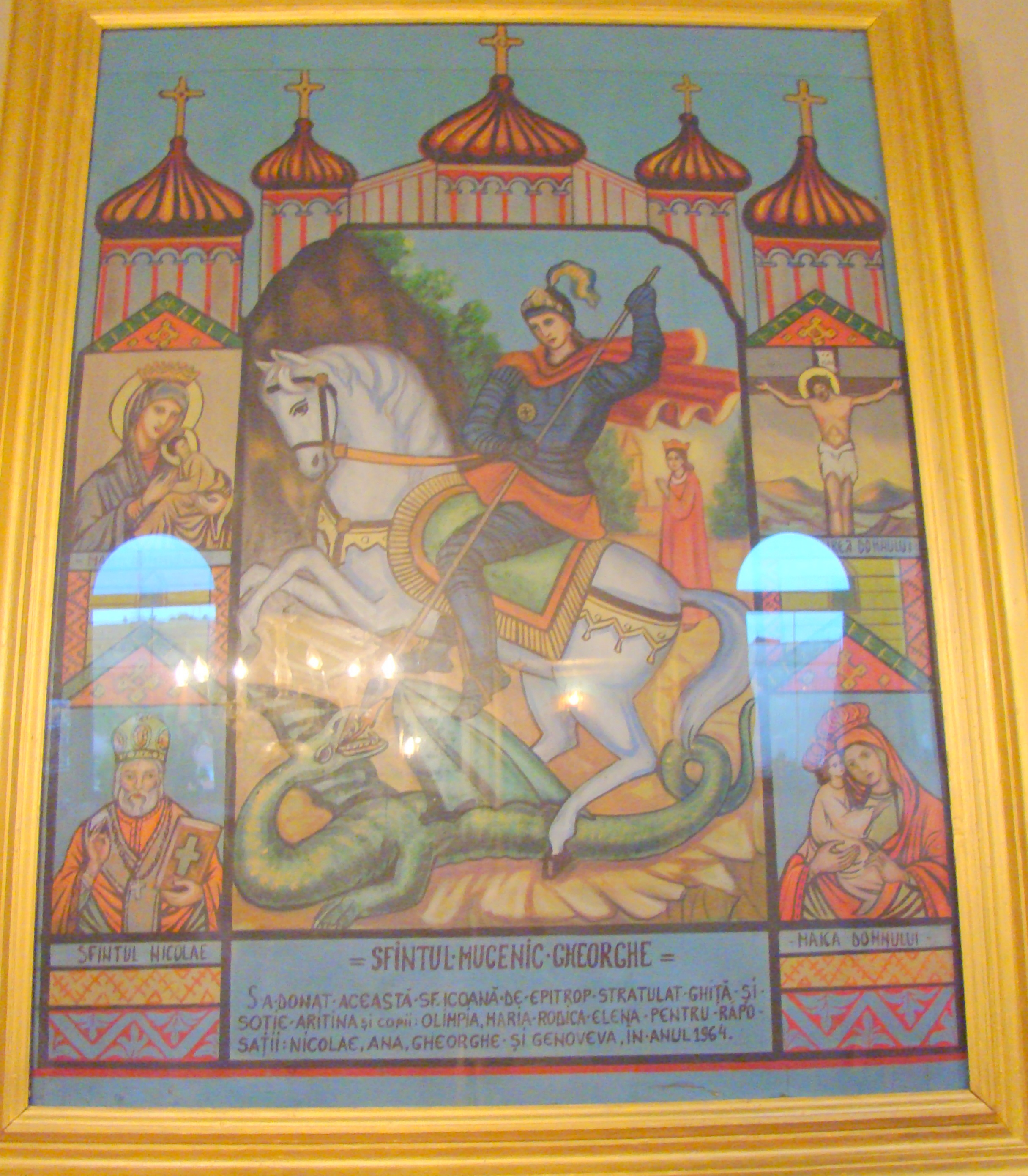
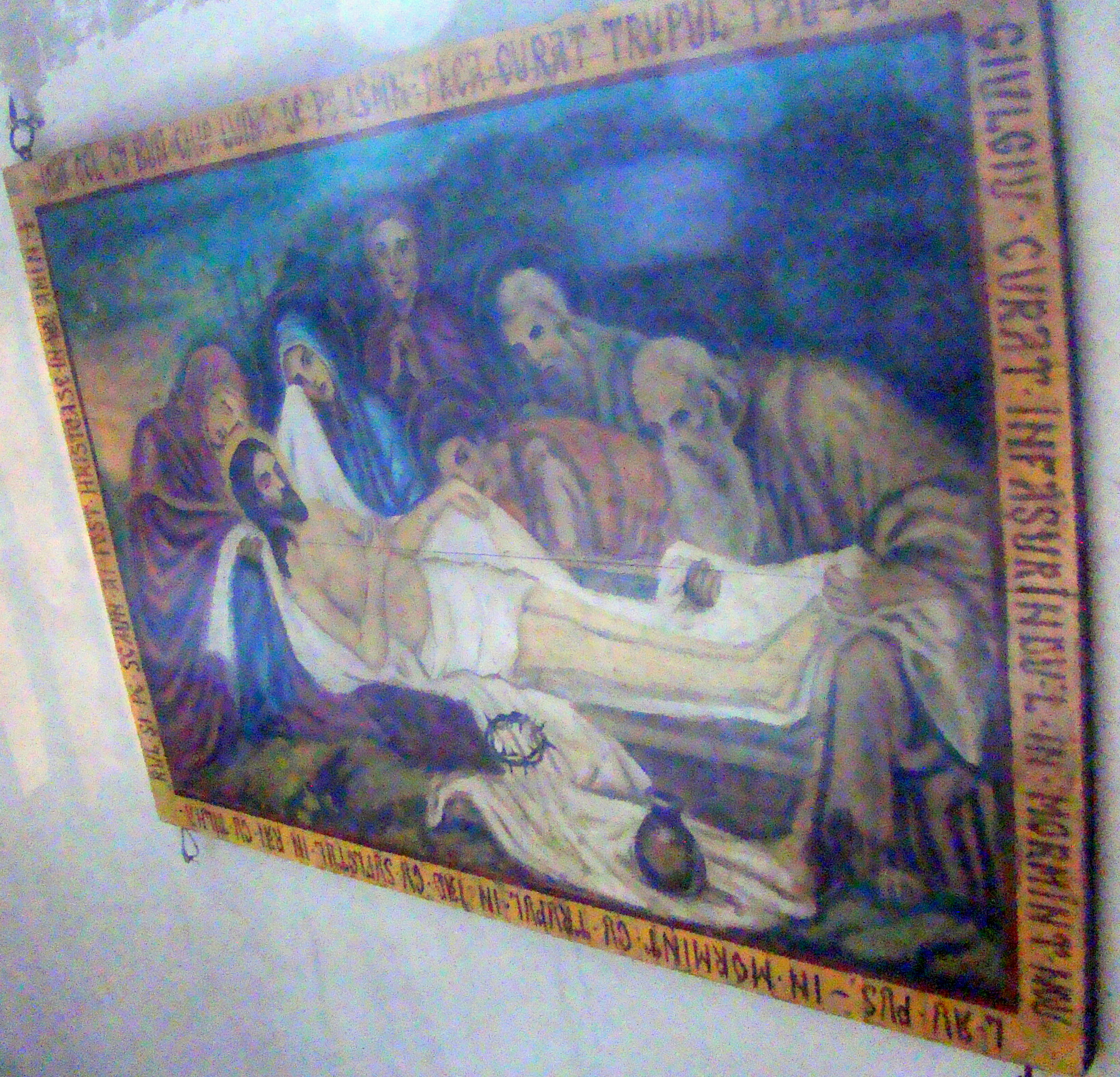
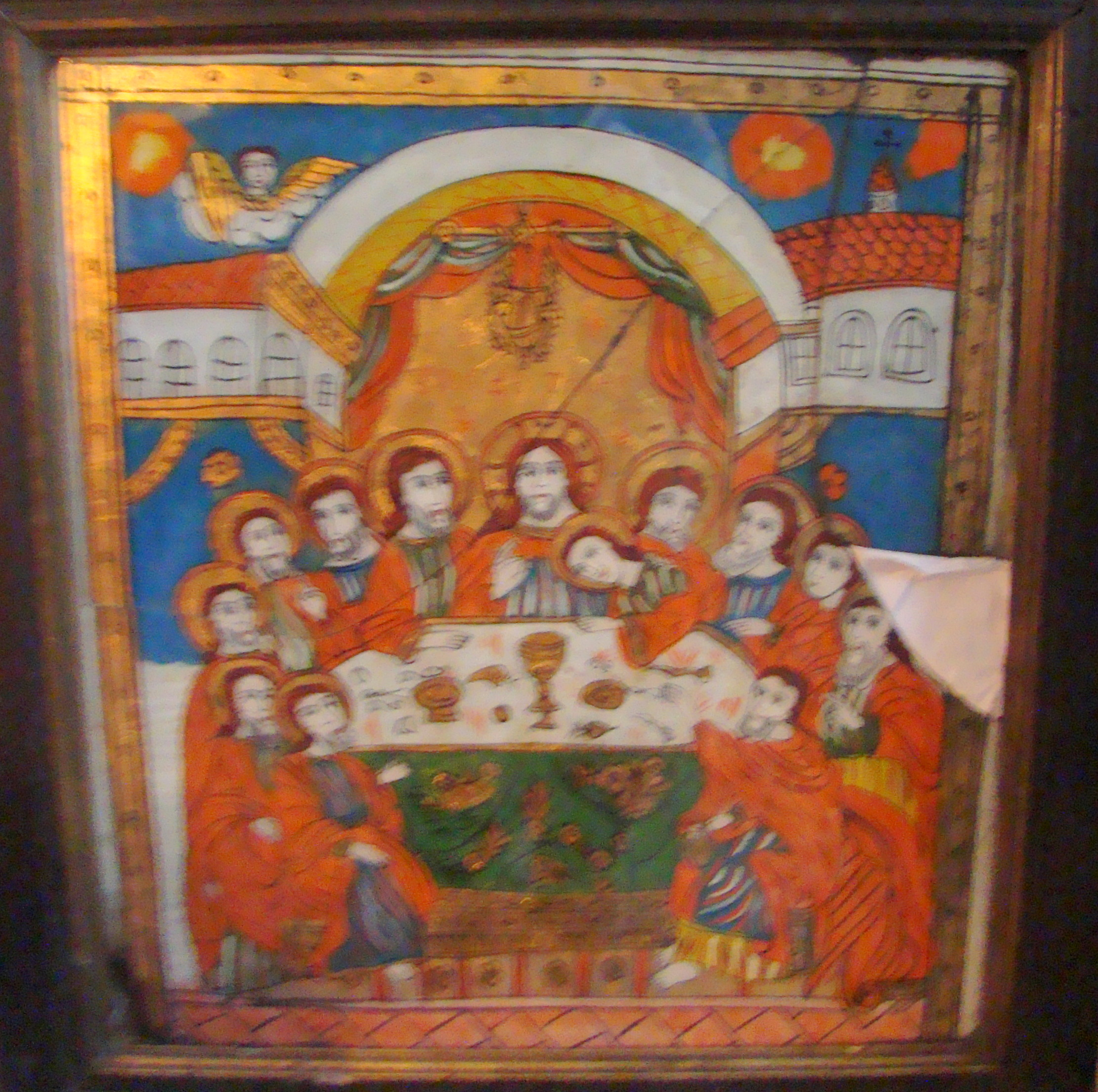
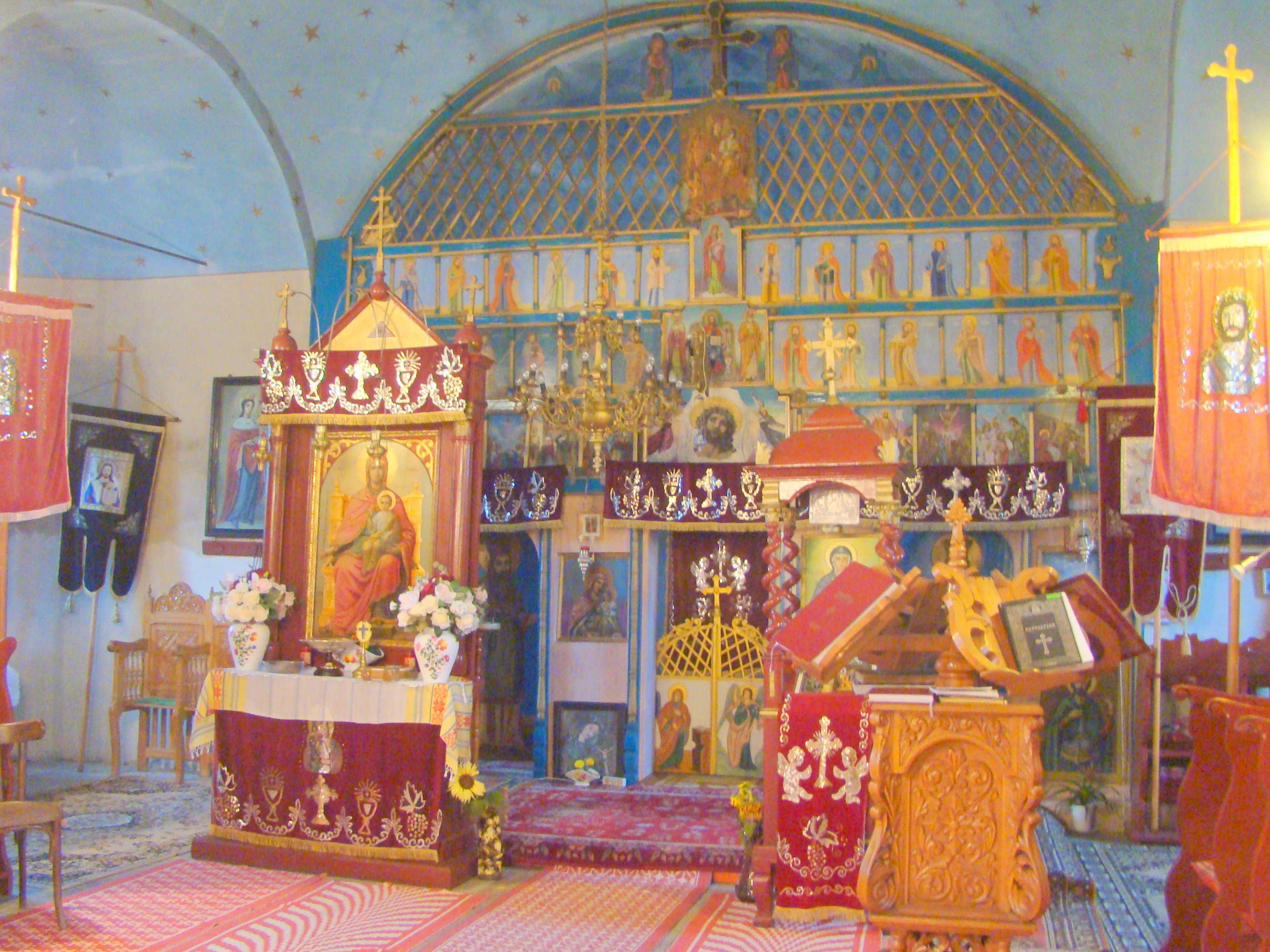